# Arquitectura de Mánchester

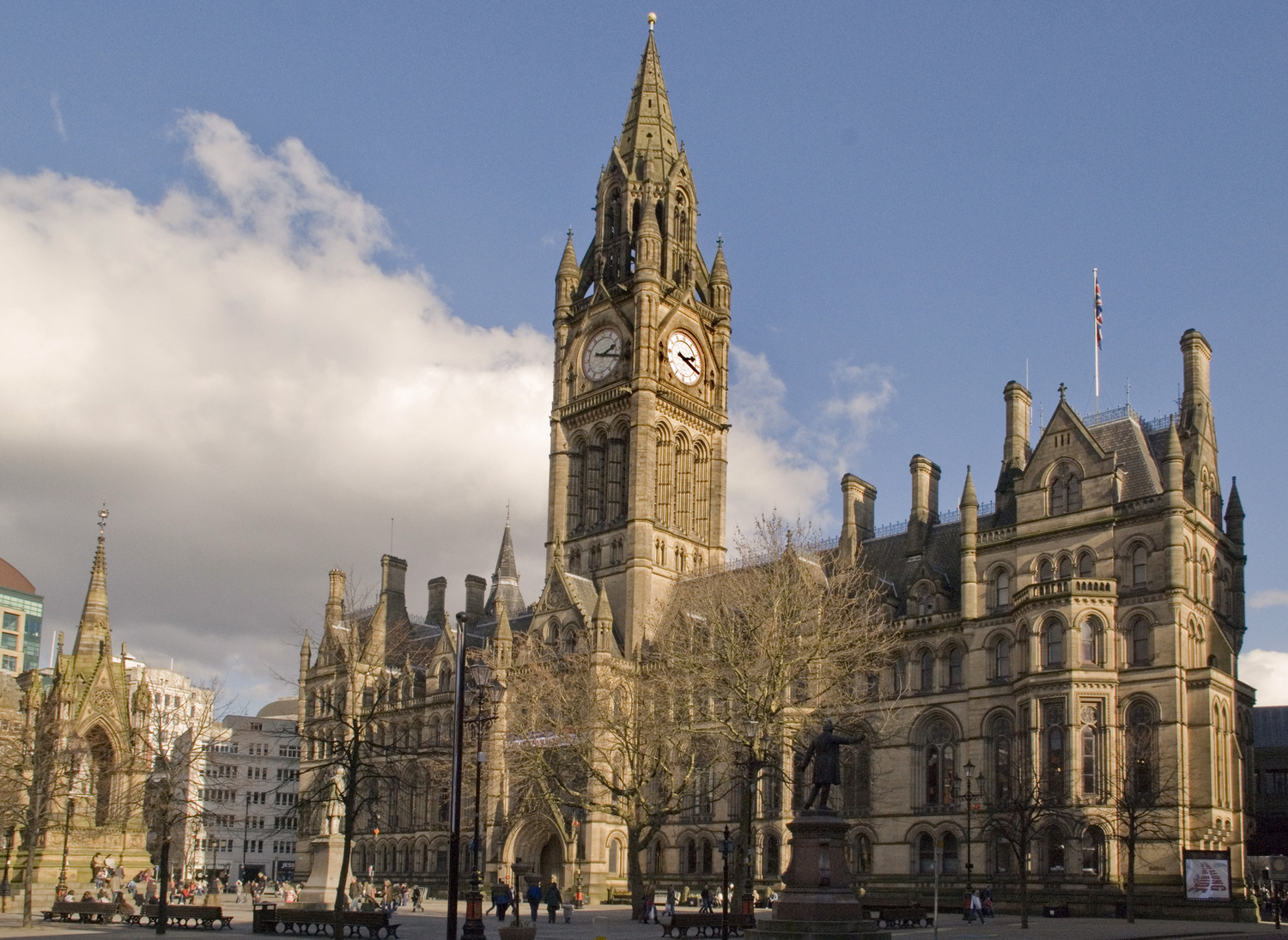
El Ayuntamiento de Mánchester de estilos neogótico yvictoriano

La arquitectura de Mánchester presenta una variada gama de estilos arquitectónicos. La ciudad es un producto de la Revolución Industrial y es conocida como la primera ciudad industrial moderna. Mánchester es conocida por sus almacenes, viaductos ferroviarios, molinod de algodón y canales, vestigios de su pasado cuando producía y comercializaba bienes. Mánchester tiene algunos vestigios de arquitectura georgiana o medieval, que se suman a los estilos arquitectónicos del siglo XIX y principios del XX. como palazzo, neogótico, gótico veneciano, barroco eduardiano, modernista, art déco y el neoclásico.
Mánchester floreció gracias a la Revolución Industrial. El canal de Bridgewater y la Estación de Manchester Liverpool Road se convirtieron en el primer canal y estación de ferrocarril verdaderos utilizados para transportar mercancías. La Revolución Industrial enriqueció a Mánchester, pero gran parte de la prosperidad se gastó en proyectos lujosos que a menudo se realizaban a expensas de su población. Los desarrollos de ingeniería como el Manchester Ship Canal simbolizaban un Mánchester rico y orgulloso, al igual que los edificios mancunianos de la época victoriana, cuyos mejores ejemplos incluyen el neogótico Ayuntamiento de Mánchester y la Biblioteca John Rylands. En el apogeo de la Revolución Industrial, había casi 2000 almacenes. Muchos se han convertido para otros usos, pero su exterior se conserva prácticamente inalterado, gracias a lo cual sus calles mantienen algo de su carácter industrial.
El atentado del IRA de 1996 provocó un gran proyecto de regeneración con nuevos edificios como Urbis como pieza central de la remodelación. Recientemente ha habido un interés renovado en la construcción de rascacielos en Mánchester y el Ayuntamiento señaló que simpatizaría con los rascacielos 'icónicos' que 'reflejan la actitud histórica no conformista y la singularidad de la ciudad'. La Beetham Tower se completó en el otoño de 2006 y es el edificio más alto del Reino Unido fuera de Londres. La regeneración del centro coincidió con el boom inmobiliario de la década de 2000 con un urbanista que comentó sobre "la gran cantidad de grúas y el ruido de las obras, con el sonido de taladros neumáticos en mis oídos donde quiera que fuera".
A Mánchester accedióp al estatus de ciudad en 1853 debido a su rápido desarrollo y fue la primera en recibir tal estatus desde Bristol en 1542. Mánchester estaba en una lista provisional para el estatus de Patrimonio de la Humanidad de la UNESCO, enfatizando su papel en la Revolución Industrial y su extensa red de canales. Castlefield, al oeste del centro, es el único Urban Heritage Park de Gran Bretaña que tiene como objetivo preservar el carácter y la historia de la zona.

## Historia
El fuerte romano, Mamucium, en el acantilado de arenisca en el cruce de los ríos Irwell y Medlock le dio a Castlefield su nombre. Los restos del fuerte, incluida una sección corta de muro de 2,5 m de alto, están protegidos como un monumento planificado. Los romanos abandonaron Mamucium en el año 410 y el asentamiento fue ocupado posteriormente por sajones que lo rebautizaron como Manigcastre. Los daneses se lo tomaron en el 870, de lo cual quedan huellas en los patrones y nombres de las calles. El sufijo de gate en Deansgate y Millgate deriva del antiguo nórdico gata, que significa camino. En el siglo X, el acantilado en el cruce de los ríos Irwell y Irk se convirtió en el sitio preferido cuando se construyó una iglesia dedicada a Santa María en St Mary's Gate y la ciudad danesa creció a su alrededor. El asentamiento era lo suficientemente importante como para que el rey Canuto II le concediera el derecho a acuñar monedas.
Ha habido una iglesia en el sitio de la Catedral de Mánchester desde 1215. Otro superviviente medieval es el Puente Colgante que cruza la Fosa Colgante llena, un arroyo al sur de la catedral. Solo quedan son dos arcos de piedra arenisca ahora incorporados al centro de visitantes de la catedral. Cuando Thomas De la Warre obtuvo una licencia para refundar la iglesia como iglesia parroquial colegiada, se construyó un colegio de sacerdotes de arenisca roja Collyhurst en el sitio de su casa solariega. El colegio tenía un gran salón, alojamiento de los guardianes y habitaciones para los sacerdotes. Dos salas antiguas sobreviven fuera del centro, Clayton Hall es un raro ejemplo de un sitio con foso medieval y Baguley Hall es una sala con entramado de madera del siglo XIV.
Shambles Square, creado después del bombardeo de 1996 con el Old Wellington Inn con entramado de madera, Sinclair's Oyster Bar y el Hotel Mitre conserva algunos de los edificios más antiguos de su tipo. El sitio original de Shambles fue la ubicación de las carnicerías y mataderos.
En el siglo XVI, el tejido doméstico de telas se volvió importante, y una ley del Parlamento regulaba la longitud de los Manchester Cottons (que en realidad eran de lana) a 22 yardas. En 1641, Mánchester producía tanto algodón como lino. Un legado de un rico comerciante de telas, Humphrey Chetham fue responsable de la Escuela y Biblioteca de Chetham en el edificio colegial medieval. La Iglesia de Santa Ana, atribuida a Wren o uno de sus alumnos, se construyó en 1712 en la Plaza de Santa Ana, que se convirtió en la zona de moda. Se construyeron otras siete iglesias durante el siglo XVIII, ninguna de las cuales se conserva. La Plaza de Santiago (1735) fue construida por los jacobitas. El desarrollo planificado ocurrió en los años 1750 entre las calles Market, Cross, King y Mosley.

Quedan relativamente pocas casas en el centro de la era georgiana, una es la casa de Richard Cobden de la década de 1770. También se conserva la hilera de casas adosadas de tres pisos construidas en ladrillo rojo con apósitos de arenisca en la calle Princess, que ahora se utilizan como tiendas y oficinas. Se construyeron casas adosadas en las calle Byrom y Quay para las clases medias a finales de los siglos XVIII y XIX, pero se conservan pocas viviendas para las clases trabajadoras, excepto unas pocas al norte de Piccadilly Gardens y en Castlefield. Las casas construidas para artesanos y trabajadores calificados tenían talleres en el ático que albergaban telares manuales para tejer. Otras viviendas del centro tenían sótanos y áticos, pero ninguna sobrevive.

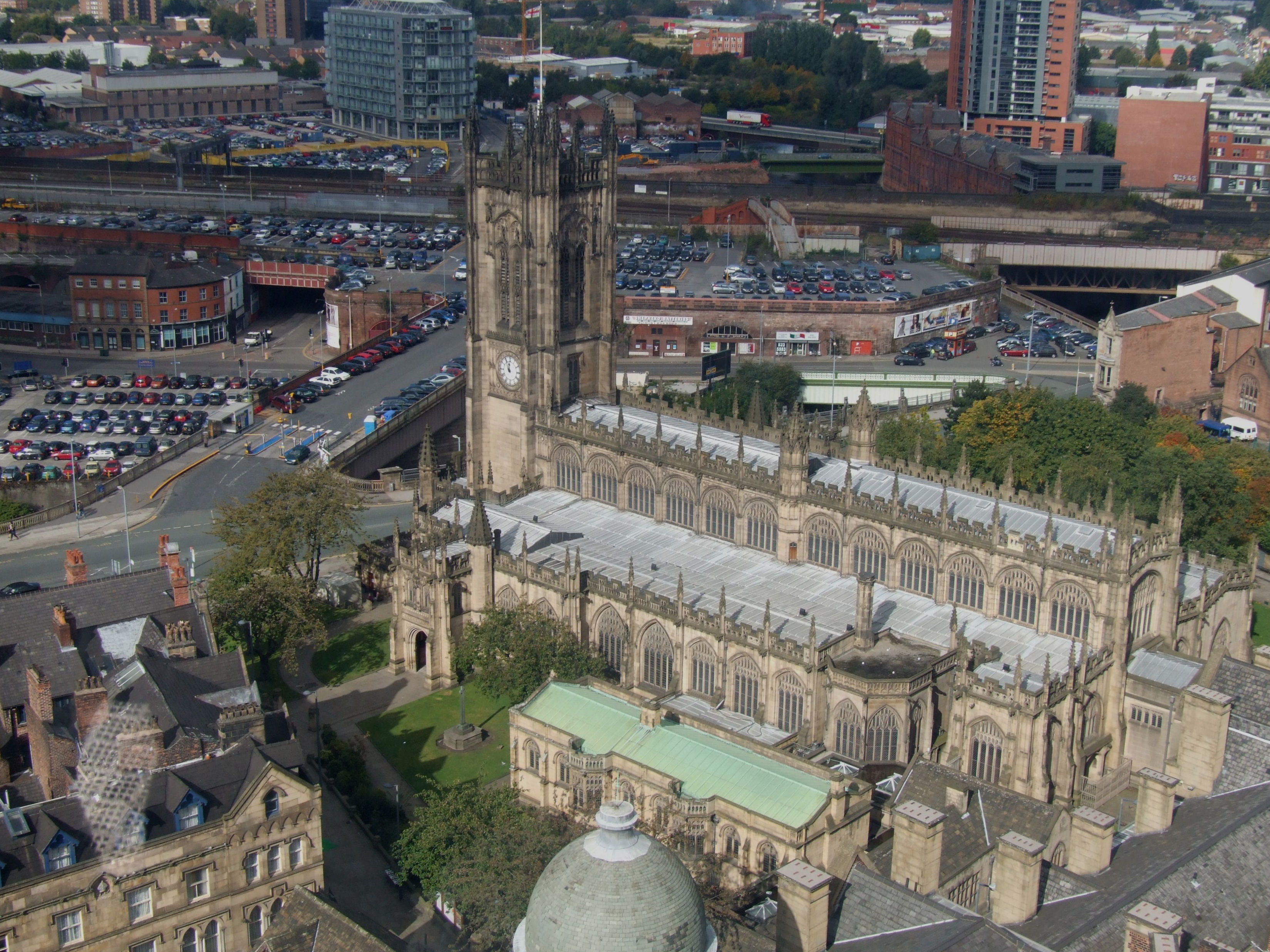
Catedral de Mánchester
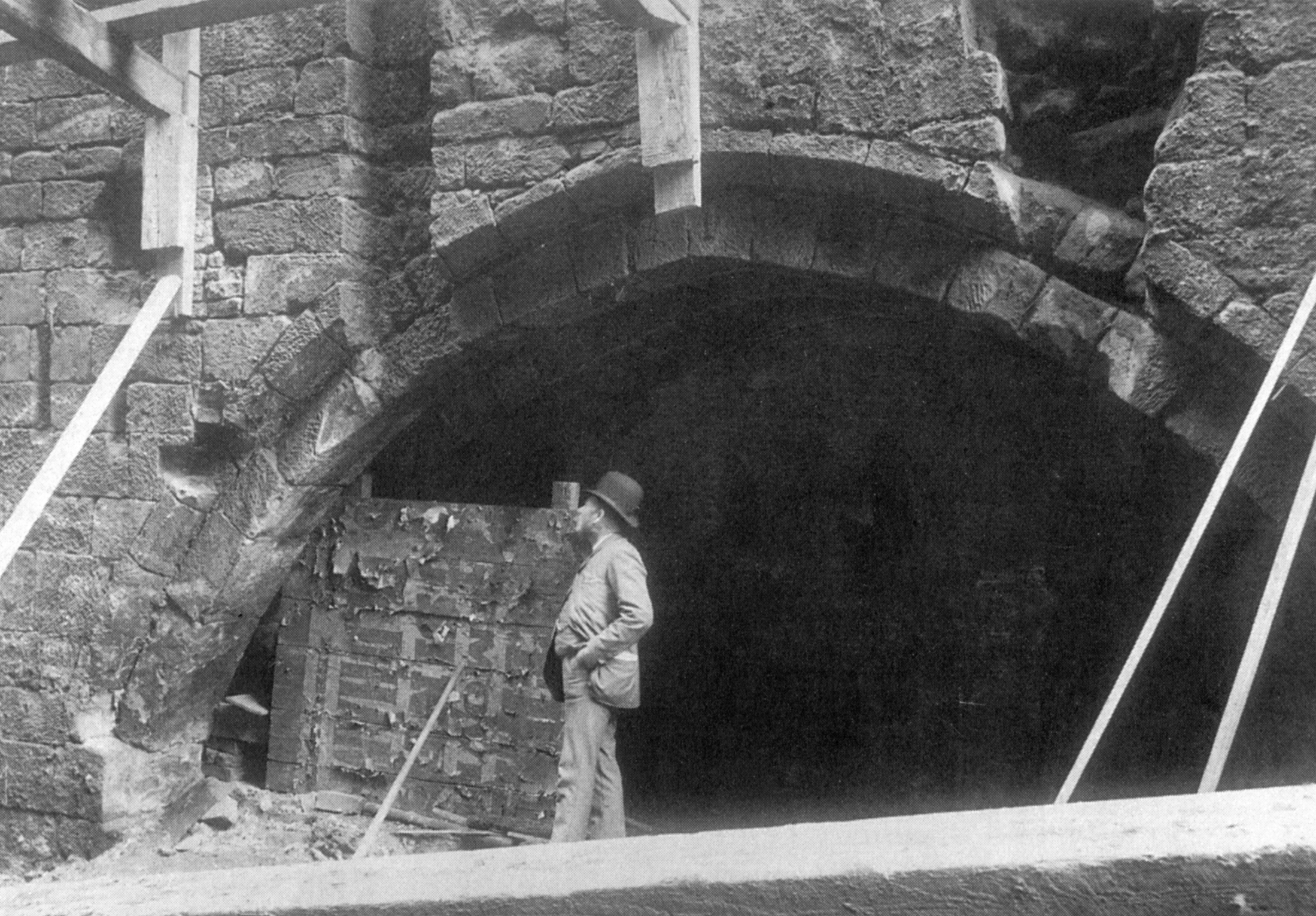
El puente colgante medieval excavado en la época victoriana.
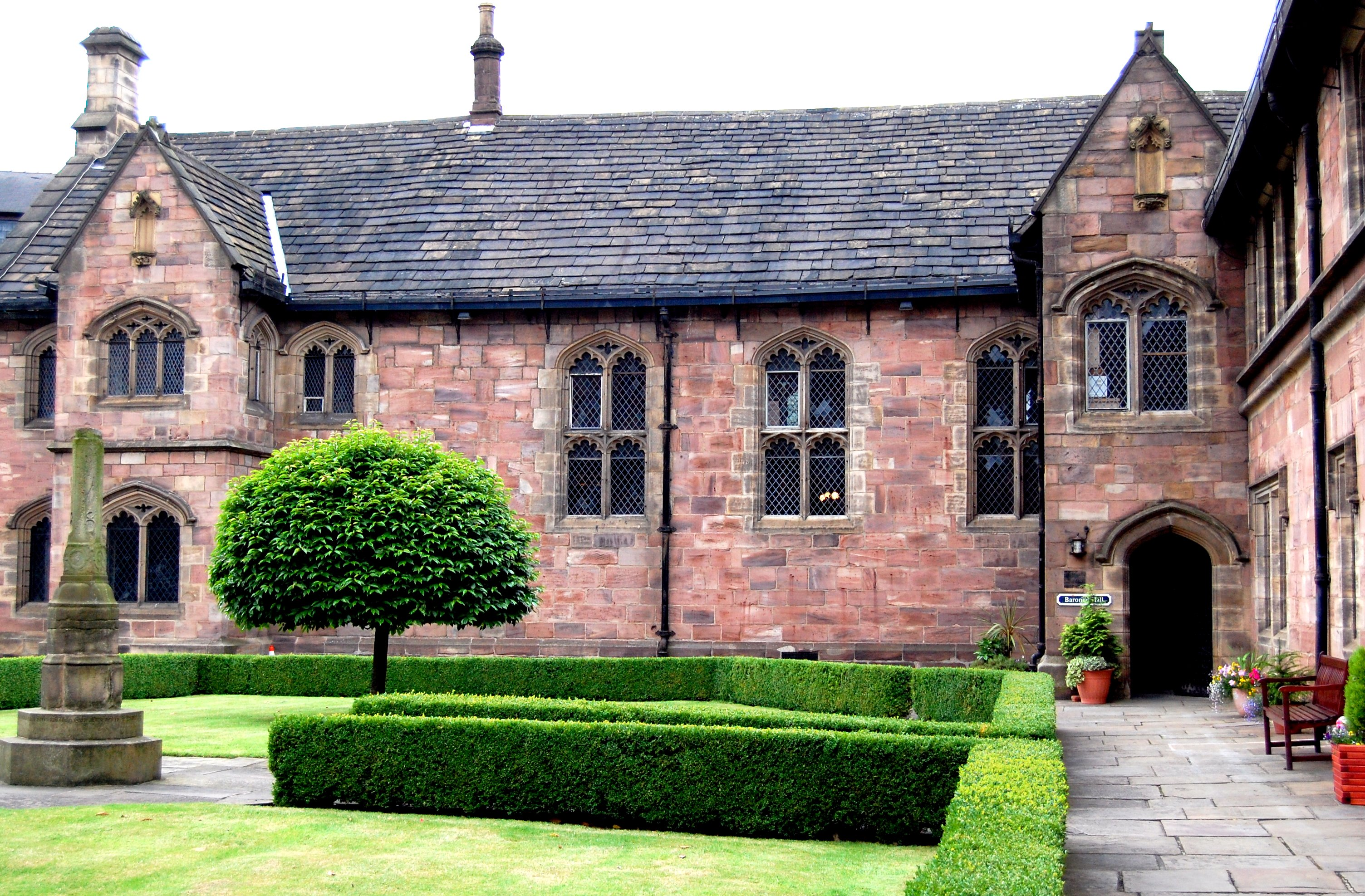
La Biblioteca de Chetham data de la época medieval.
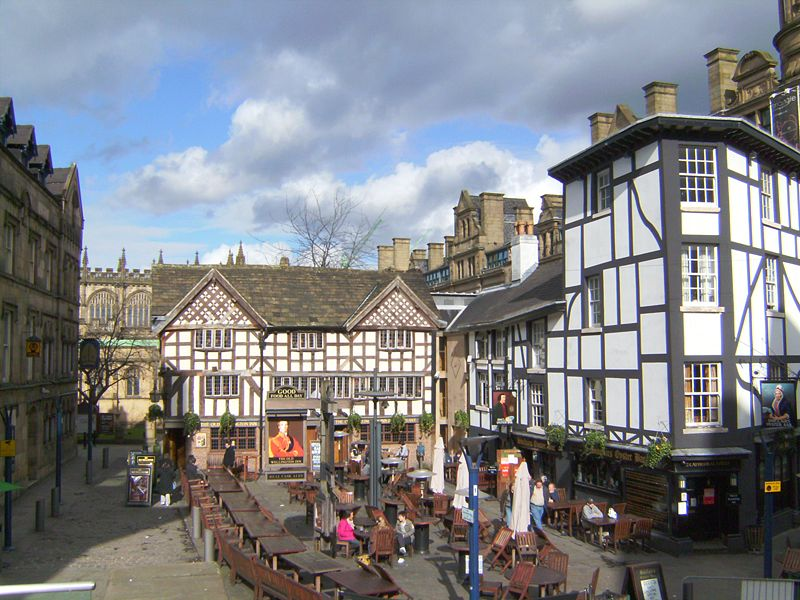
Shambles Square reconstruida
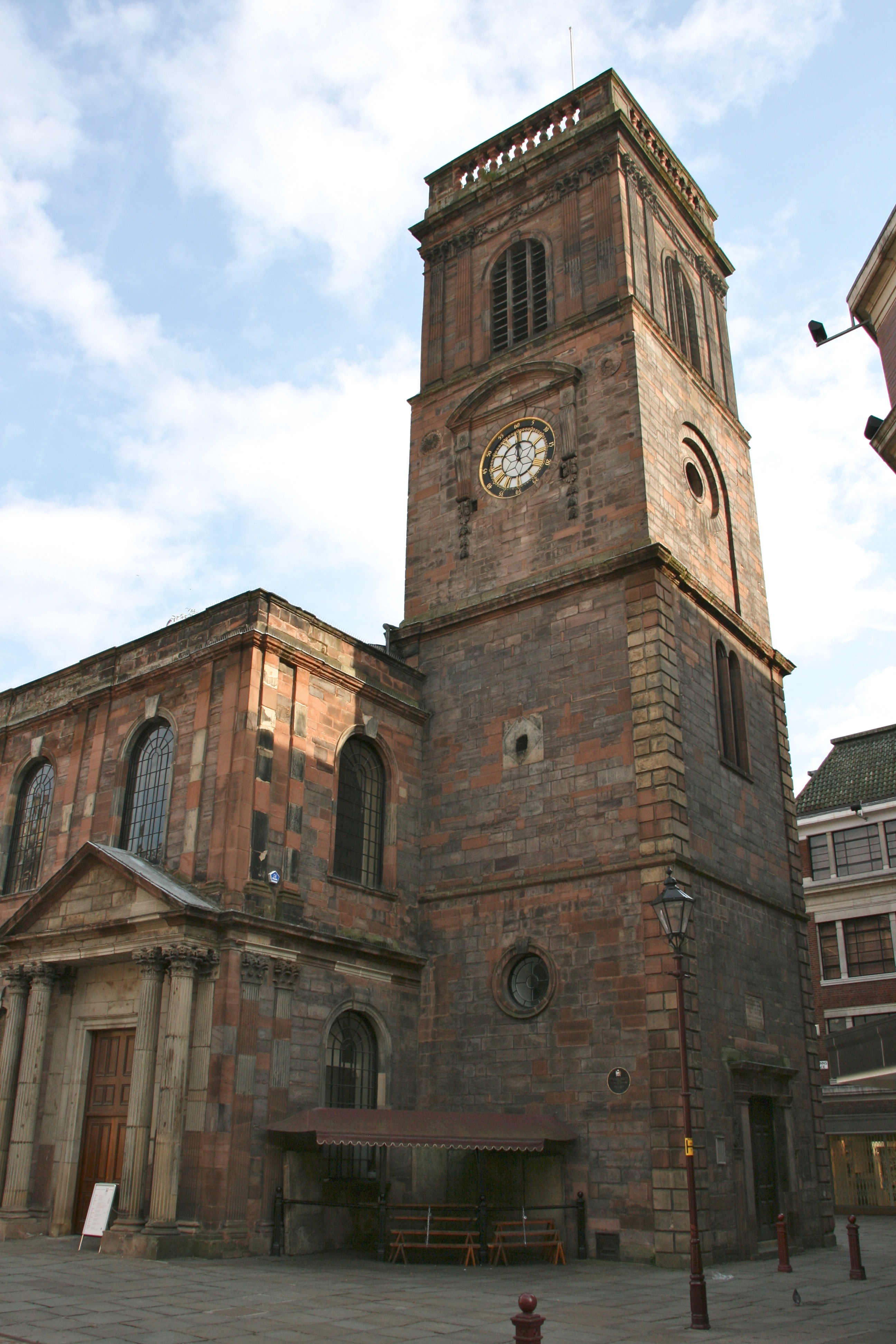
La Iglesia de Santa Ana data de 1712.
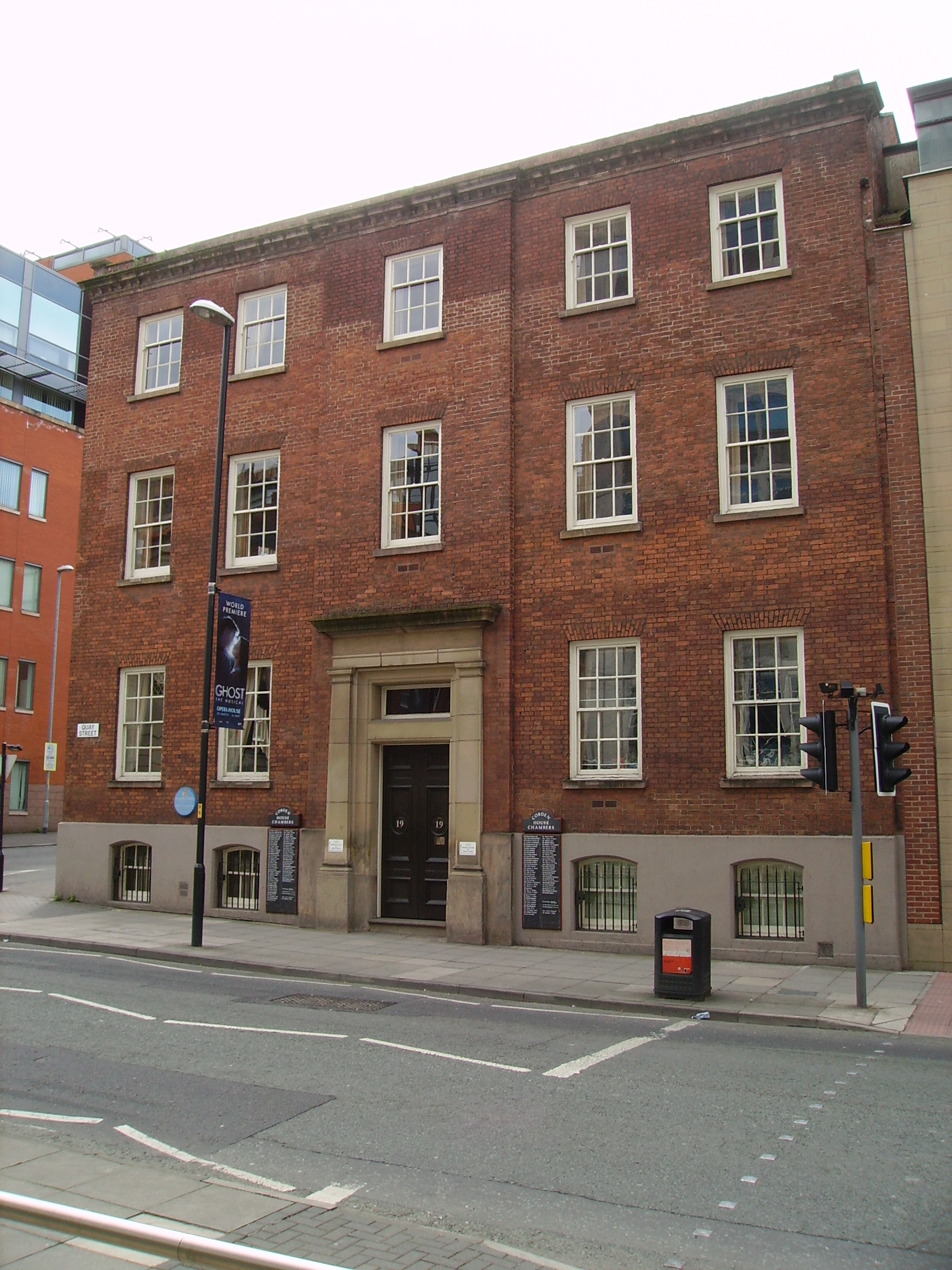
El County Court de 1770.

## Tras la Revolución industrial

### Transporte e industria
La Revolución Industrial cobró impulso después de que el Canal de Bridgewater se abriera a Castlefield el 10 de julio de 1761. Esta vía traía carbón desde Worsley y cuando se amplió en 1776, también desde Liverpool. En Castlefield Basin hay una serie de almacenes tempranos, como el Dukes Warehouse y el Grocers Warehouse. En 1800, el Bridgewater en Castlefield estaba conectado al Canal Rochdale y más allá al Canal Ashton. En el canal de Ashton está el acueducto Store Street diseñado por Benjamin Outram, que se cree que fue el primer acueducto inclinado de su tipo y el más antiguo aún en uso y una cabaña de ladrillos para un guarda esclusas construida alrededor de 1800 sobrevive por la Esclusa Número 2.

Los canales dieron forma al trazado urbano atrayendo muelles y almacenes, transportando carbón y materiales pesados y proporcionando agua para hacer funcionar las máquinas de vapor. En las afueras del centro obreviven molinos de algodón como Murrays Mills, McConnel & Kennedy Mills y Beehive Mill en Ancoats, construidos a partir de los años 1790. El molino ignífugo más antiguo que se conserva se encuentra en Chorlton New Mills en Chorlton en Medlock.

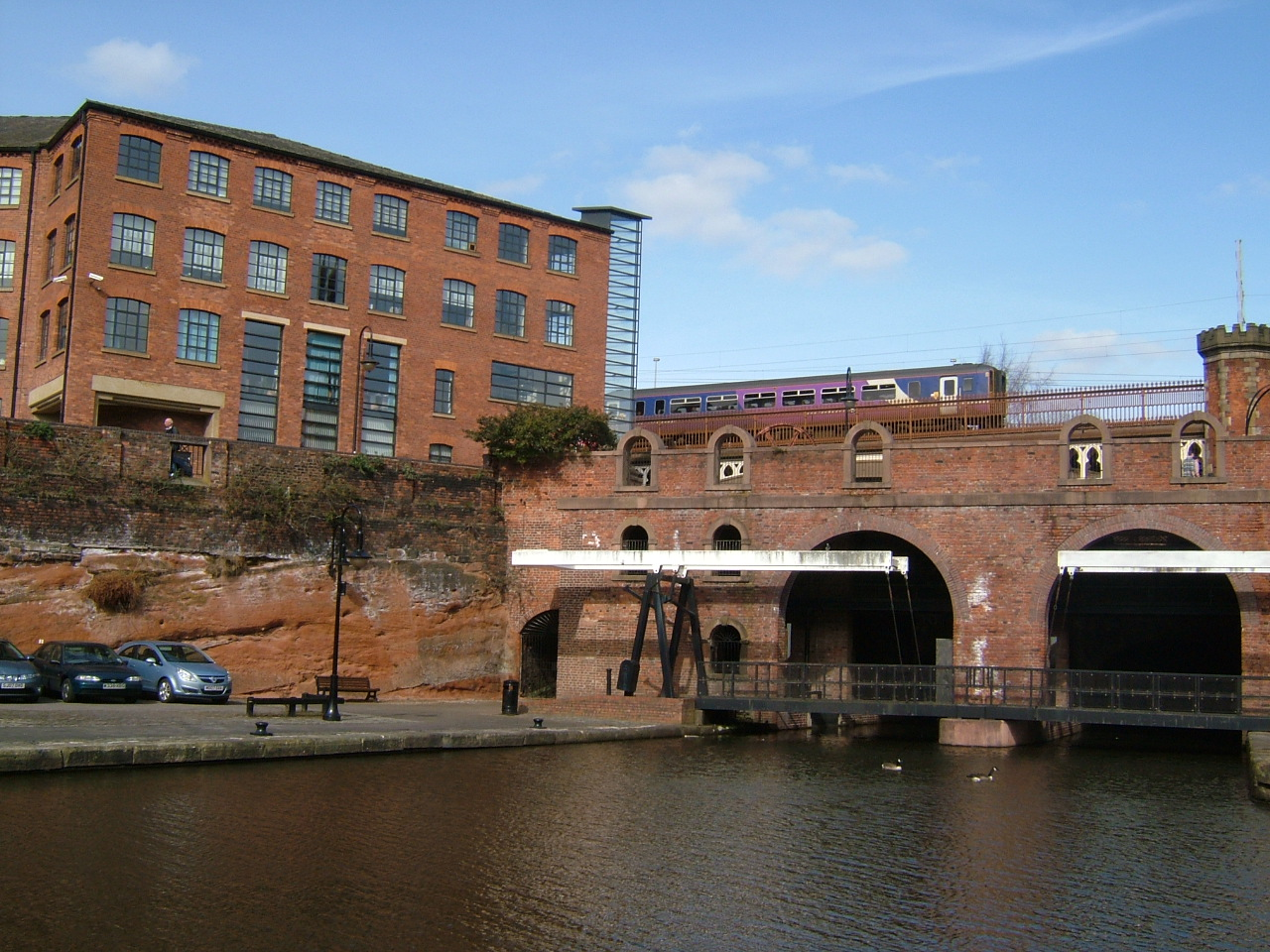
El Canal de Bridgewater y los restos del Grocer's Warehouse en Castlefield
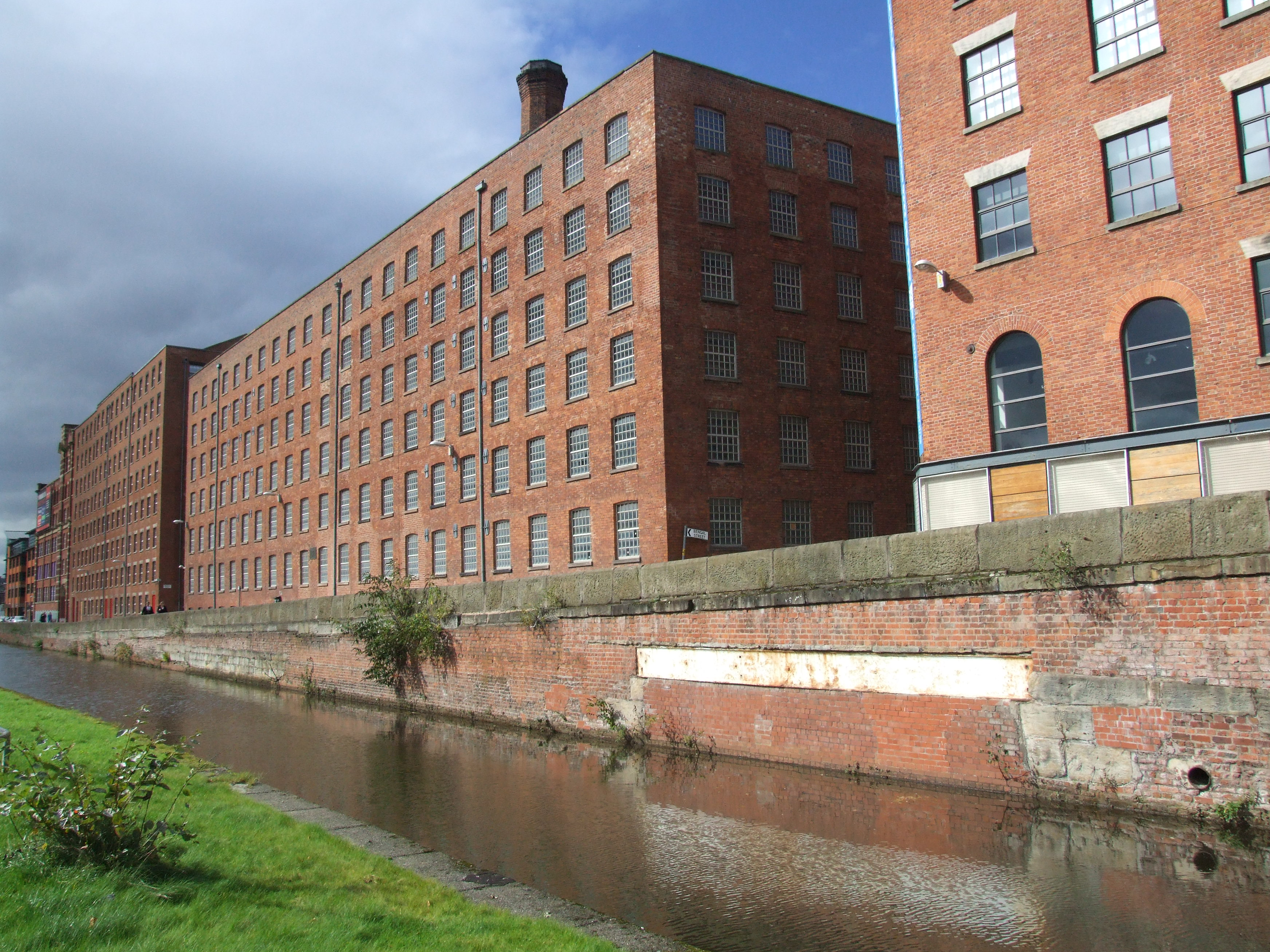
El canal de Rochdale en Ancoats y el molino Murrays
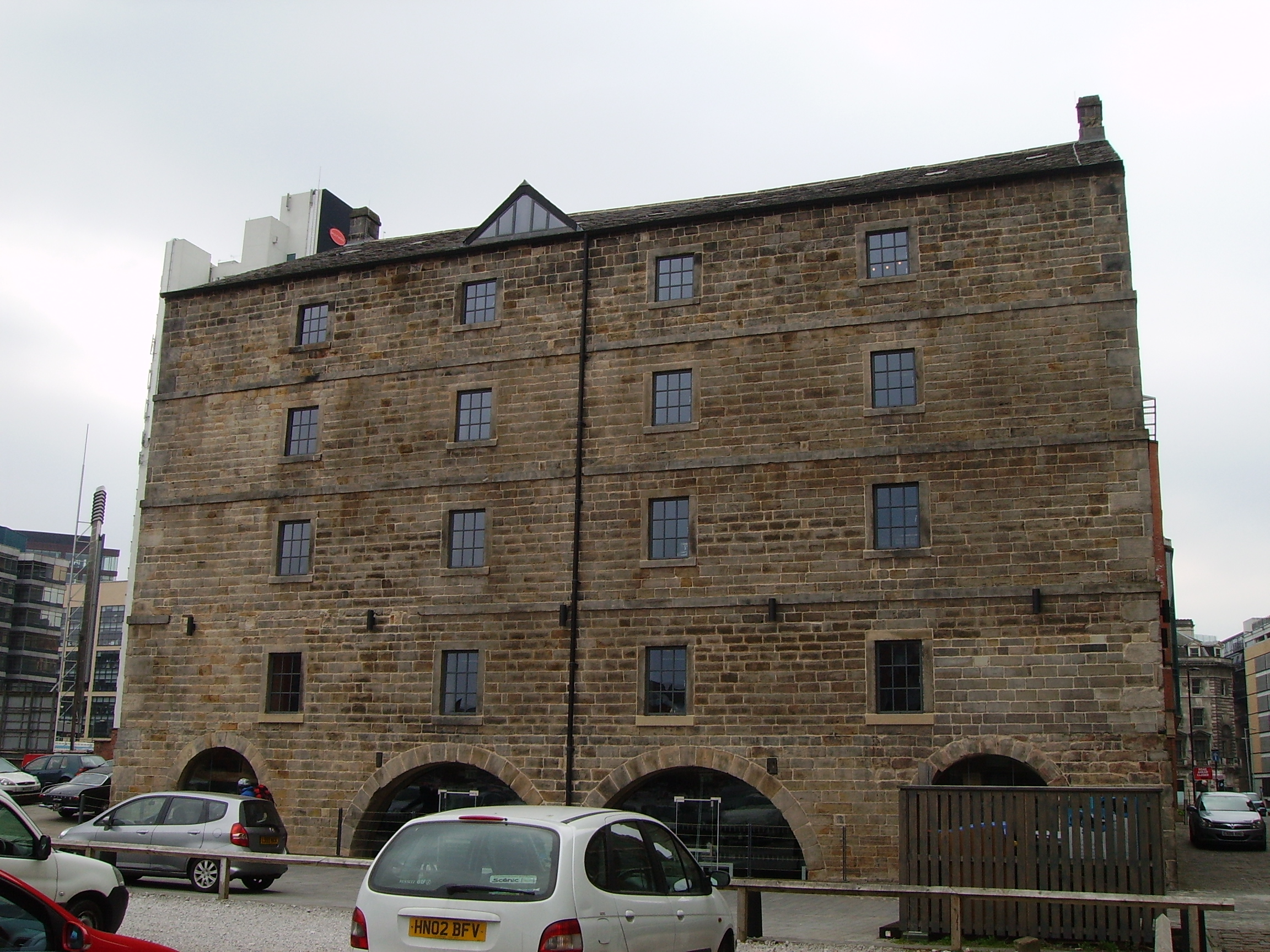
El almacén de Dale Street construido en 1806.
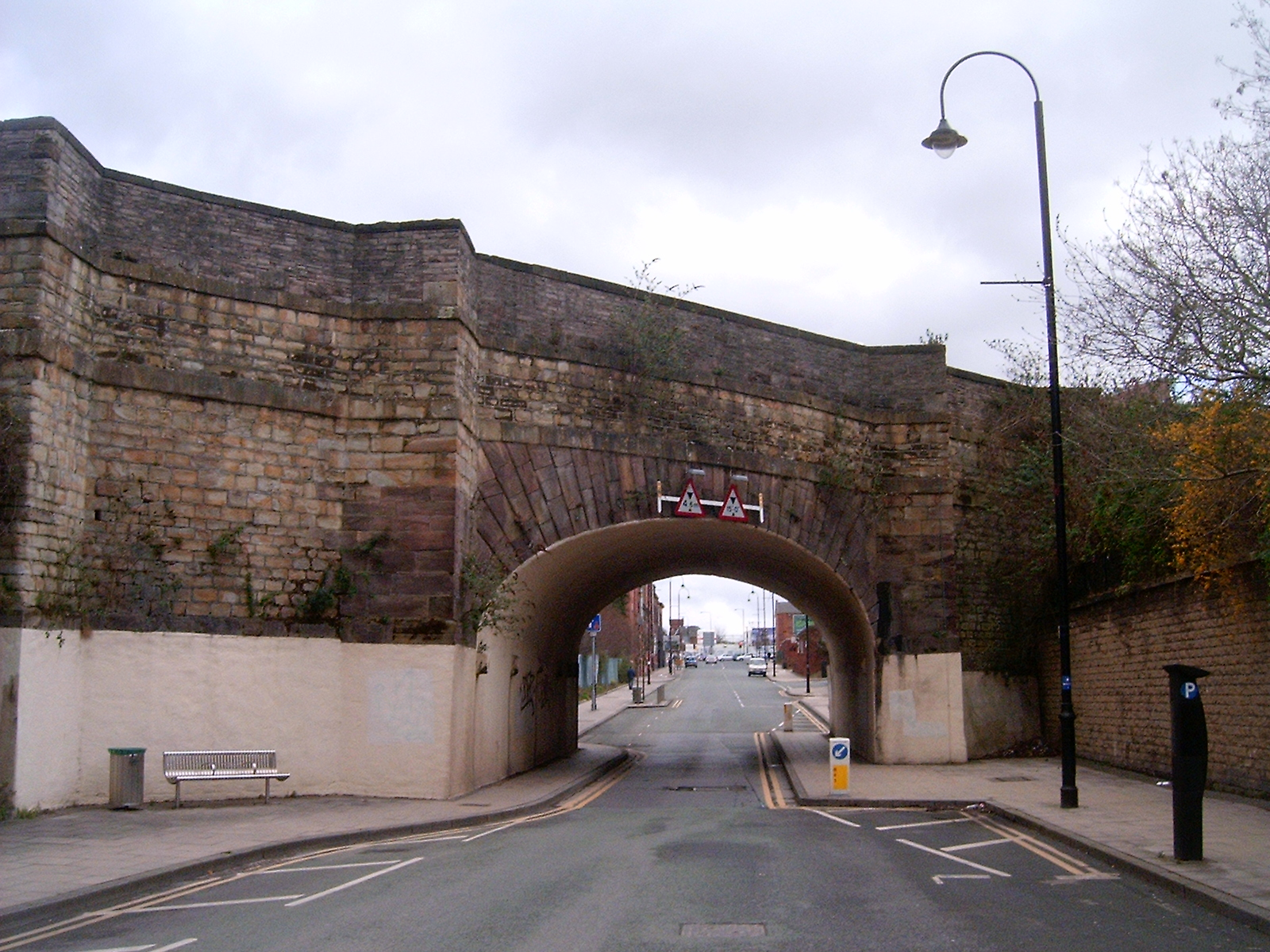
El Acueducti Store Street, que lleva el Ashton Canal

Mánchester estaba unida a Salford a través del río Irwell por un vado y posteriormente por Salford Old Bridge en el siglo XIV. Durante el siglo XIX se construyeron más puentes. El viejo puente fue reemplazado por el Puente Victoria, que tiene un solo arco de unos 30 m de luz de piedra arenisca construido en 1839. Otros puentes victorianos sobre el Irwell son el Blackfriars de tres arcos, el Albert y el Palatino de hierro forjado.
Los puentes modernos incluyen el Puente de Arco de Hulme completado en 1997 y el peatonal Puente Trinity diseñado por Santiago Calatrava en 1994. Este tiene un pilón circular que se eleva a 41 metros del que cuelgan cables tensores para suspender el tablero de la pasarela. El Merchants Bridge en Castlefield Basin, construido en 1996 por Whitby Bird, consiste en una pasarela curva.
El ferrocarril de Liverpool y Mánchester, el primero de pasajeros del mundo, se construyó en 1830 y se inauguró la Estación de Mánchester Liverpool Road. La estación de diseño clásico y la casa principal de la estación georgiana contigua son parte del Museo de Ciencia e Industria. Los ferrocarriles requerían grandes viaductos ferroviarios y puentes para llevar la vía a las varias estaciones de Mánchester. Cuatro viaductos cruzan la cuenca del canal en Castlefield y, desde allí, un viaducto de ladrillo arqueado lleva el ferrocarril a las estaciones Mánchester Piccadilly, Oxford Road y Deansgate. En Castlefield hay puentes de arcos de hierro fundido que cruzan el canal Rochdale, Castle Street y Chester Road. Liverpool Road fue la primera de las estaciones de la ciudad, de las cuales cuatro permanecen en el centro. Piccadilly y Victoria, que tiene una larga fachada barroca y un dosel de vidrio, son las más grandes, Piccadilly conserva su cobertizo de tren victoriano y Victoria su fachada eduardiana. Deansgate tiene una fachada de esquina curvada con un rastrillo simulado y un parapeto asediado. Oxford Road fue reconstruida en 1960 en hormigón y madera.

La estación central de Mánchester Midland Railway, una de las principales terminales ferroviarias de la ciudad, se construyó entre 1875 y 1880 y se cerró en 1969. Su gran techo abovedado, un enorme techo abovedado de hierro forjado de un solo tramo, que abarca 64 m, 168 m largo y 27 m alto es un edificio catalogado. La estación se ha convertido para su uso como centro de conferencias. El Midland Hotel asociado diseñado por Charles Trubshaw fue construido entre 1898 y 1903 con ladrillo rojo y terracota marrón y revestido con varias variedades de granito pulido y terracota Burmantofts para resistir el ambiente contaminado de Mánchester. La estación de Mayfield, inaugurada en 1910 junto a Mánchester Piccadilly por London & North Western Railway, se cerró en 1960 y está abandonada. Manchester Exchange operó entre 1884 y 1969 cerca de la Catedral de Mánchester, la mayor parte de la estación estaba en Salford y su extensión de 1929 al este del Irwell estaba en Mánchester y estaba vinculada con la estación Victoria adyacente.

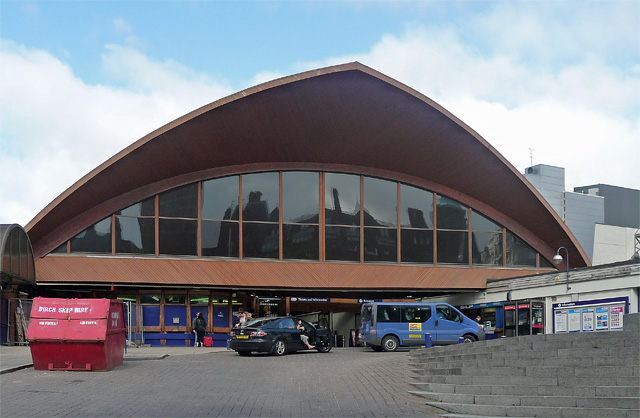
Estación de Oxford Road
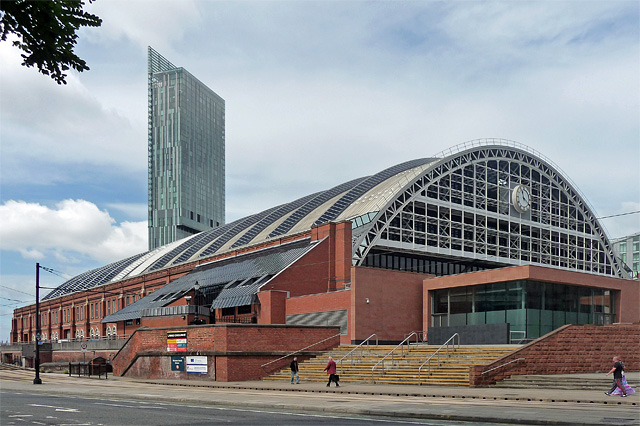
La estación central de trenes de Mánchester
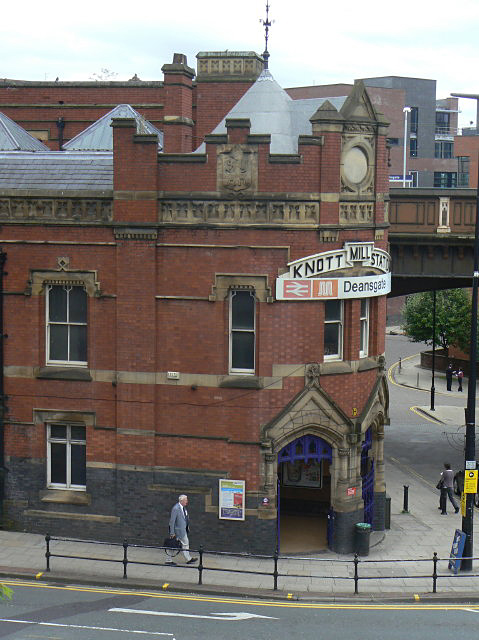
Estación Deansgate
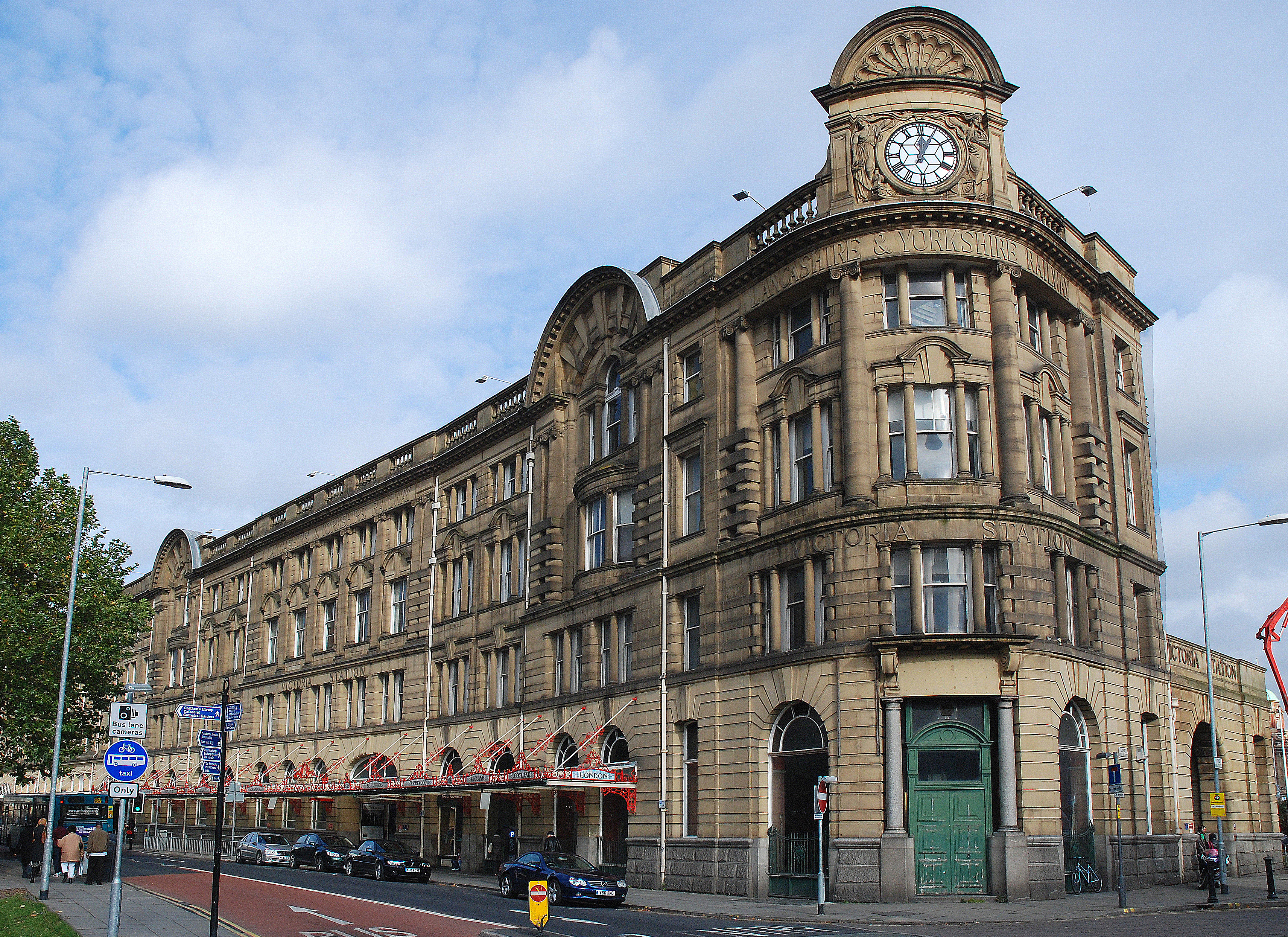
Fachada de la estación Victoria
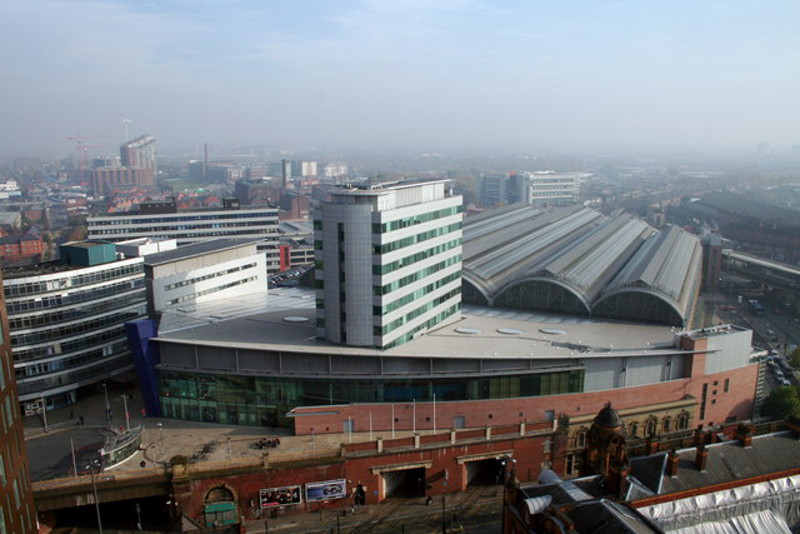
Estación Piccadilly desde arriba

### Edificios públicos
El primer ayuntamiento de Mánchester fue diseñado por Francis Goodwin y se construyó entre 1822 y 1825 en estilo neoclásico con una pantalla de columnas jónicas. Su fachada fue re-erigida como una locura en Heaton Park en el extremo oeste de su lago en 1913. Mánchester recibió una Carta de Incorporación en 1838. La arquitectura clásica dio paso a los estilos neogótico y palazzo en la época victoriana. Edward Walters diseñó el Free Trade Hall en la década de 1850 como un monumento a la Masacre de Peterloo y al papel fundamental de Mánchester en la Liga contra la Ley de Cereales. Fue construido como un salón público, pero solo queda la fachada. El antiguo ayuntamiento fue reemplazado por el edificio actual, diseñado por Alfred Waterhouse. Fue terminado en 1877 y su Gran Salón contiene los Murales de Mánchester de Ford Madox Brown.
Waterhouse fue influenciado por Pugin y la mayoría de sus diseños eran de estilo neogótico. Es un colaborador prolífico en el diseño de edificios públicos, educativos y comerciales de Mánchester. Los exteriores de Waterhouse utilizaron grandes cantidades de terracota "autolavable" para proporcionar un rico adorno en la atmósfera contaminada y, después de 1880, sus interiores fueron decorados con loza moldeada y vidriada, ambas fabricadas por Burmantofts Pottery. Diseñó la Oficina Real de Seguros, en la que tenía una oficina, en 1861. El Manchester Assize Courts ahora demolido, construido entre 1864 y 1877 en estilo neogótico, fue un encargo importante. En los años 1860, Waterhouse diseñó Strangeways Gaol y su puerta de entrada de estilo gótico francés en ladrillo rojo con apósitos de piedra arenisca y una torre emblemática de ladrillo rojo con apósitos de piedra arenisca en el estilo de un minarete.
El City Police Courts en ladrillo rojo con una impresionante torre de estilo gótico italiano fueron terminados en 1871 en Minshull Street por otro defensor del estilo gótico Thomas Worthington. El último encargo de Worthington en la ciudad fue el flamígero flamenco gótico Nicholls Hospital, un orfanato que ahora forma parte del Mánchester College y tiene similitudes con los tribunales de Minshull Street.
Acres Fair se trasladó a Castlefield en 1872 y después de su abolición, los comerciantes del mercado permanecieron en Lower Campfield Market y Higher Campfield Market que luego fueron cubiertos por grandes edificios acristalados con marcos de hierro fundido de Mangnall y Littlewood. Lower Campfield Market es ahora la Galería del Aire y el Espacio del Museo de Ciencia e Industria.
La estación de bomberos de London Road de 1906 fue diseñada en estilo barroco eduardiano por Woodhouse, Willoughby y Langham en ladrillo rojo y terracota. El edificio, en el Registro de Edificios en Riesgo, está actualmente desocupado. Los eclécticos Victoria Baths de estilo jacobino y barroco en Chorlton on Medlock se abrieron en septiembre de 1906 y ofrecen baños privados, lavandería, tres piscinas y un baño turco.

En la década de 1930, Vincent Harris ganó concursos para diseñar dos de los edificios cívicos de Mánchester. La ampliación del ayuntamiento entre St Peter's Square y Lloyd Street se construyó entre 1934 y 1938 para proporcionar alojamiento a los servicios del gobierno local. Su estilo ecléctico fue diseñado para ser un vínculo entre el ornamentado ayuntamiento neogótico y la rotonda clásica de la Biblioteca Central construida cuatro años antes.

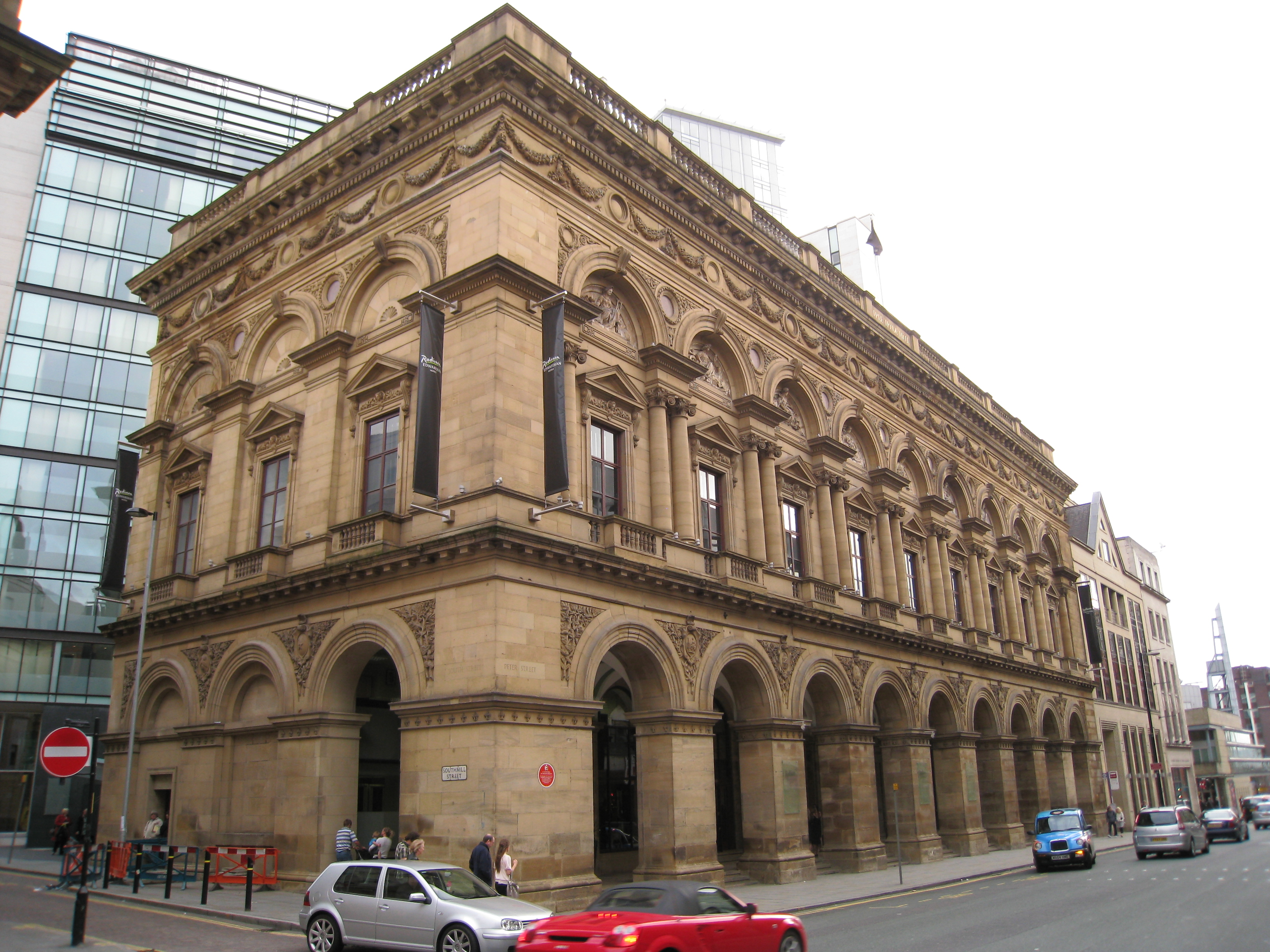
El Free Trade Hall
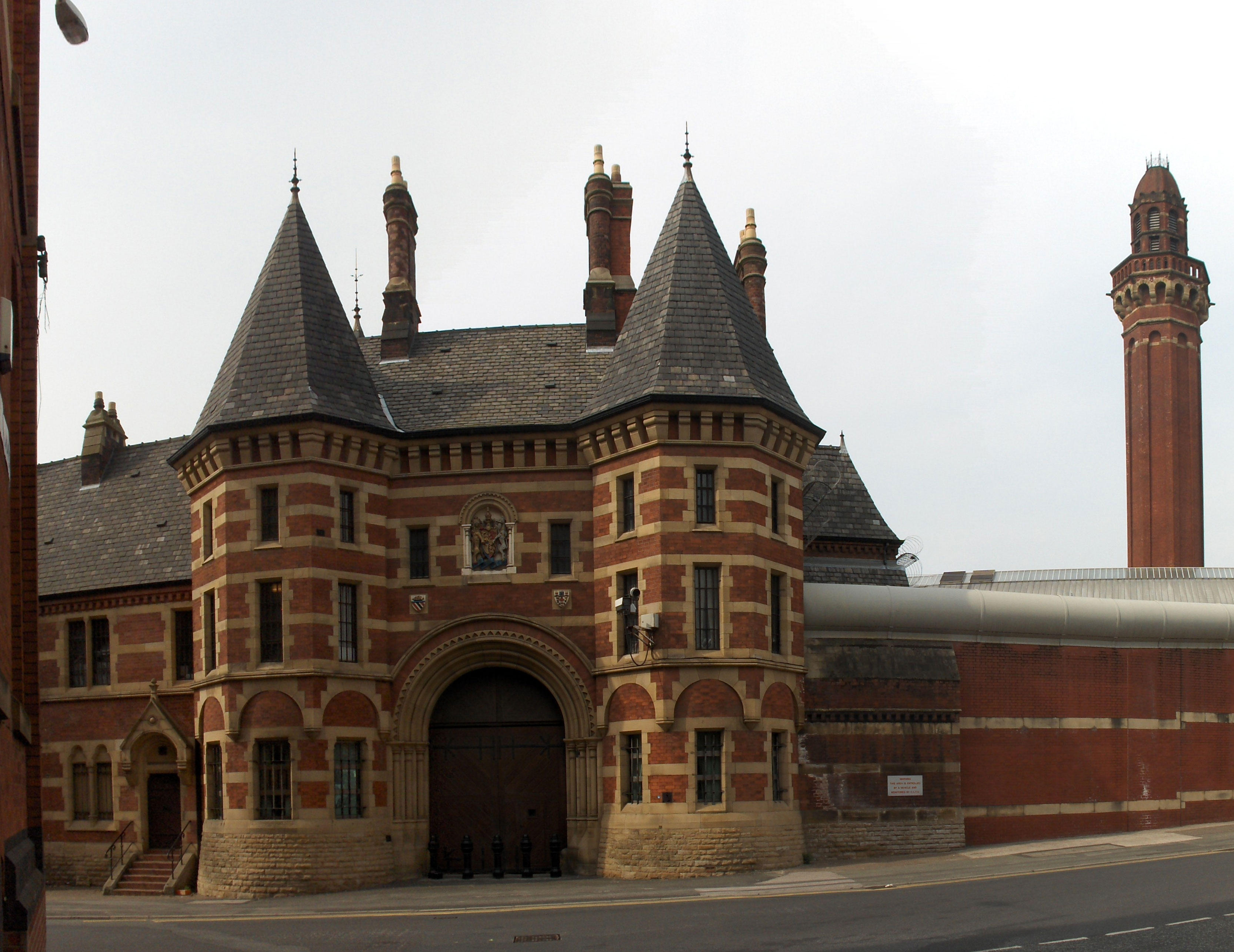
La entrada gótica francesa de la prisión de Strangeways por Alfred Waterhouse.
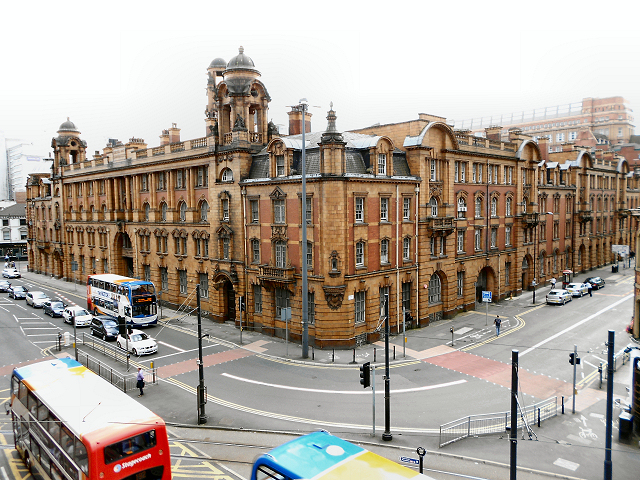
La estación de bomberos de London Road se inauguró en 1903.
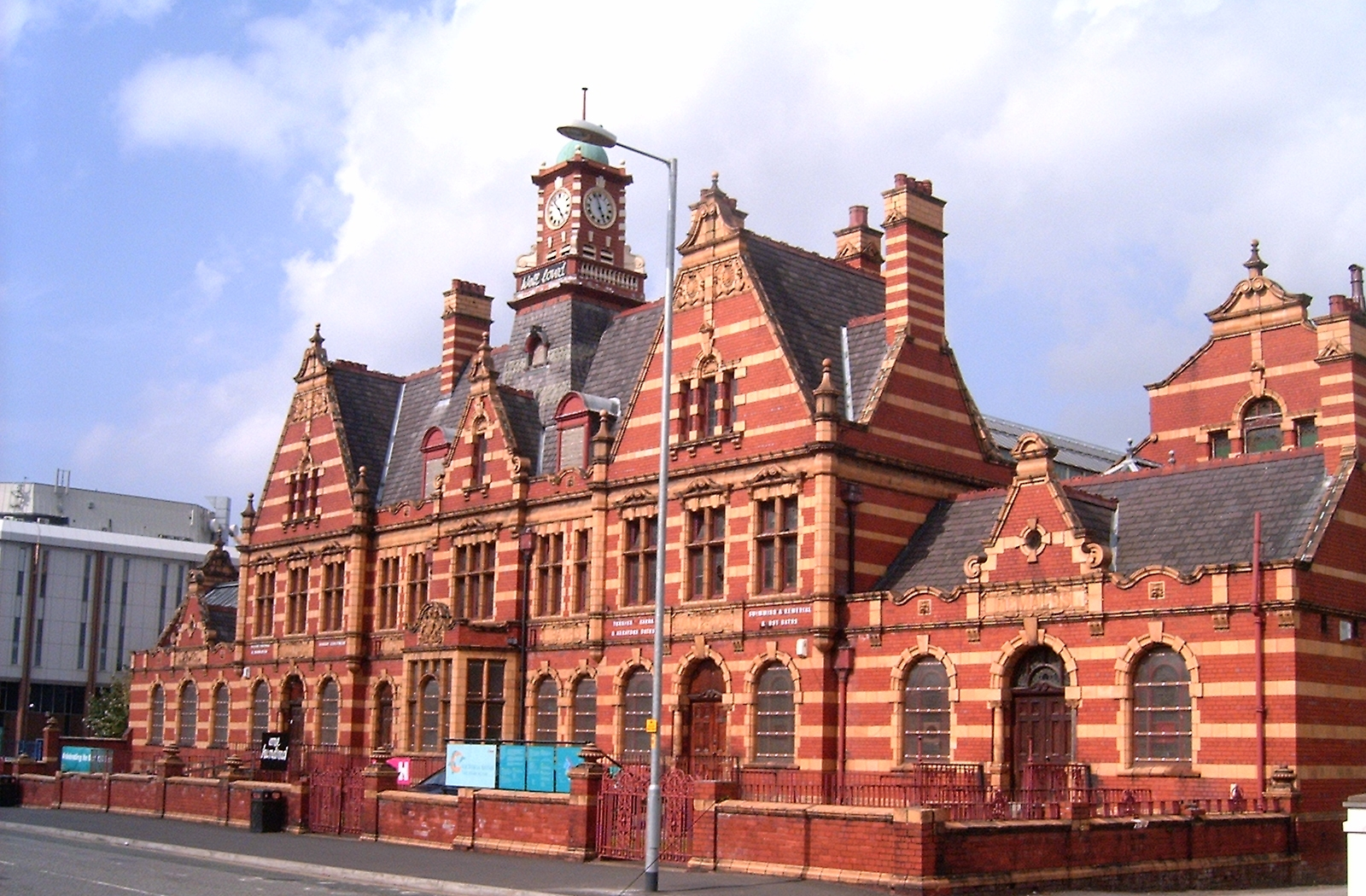
La ornamentada fachada de Victoria Baths
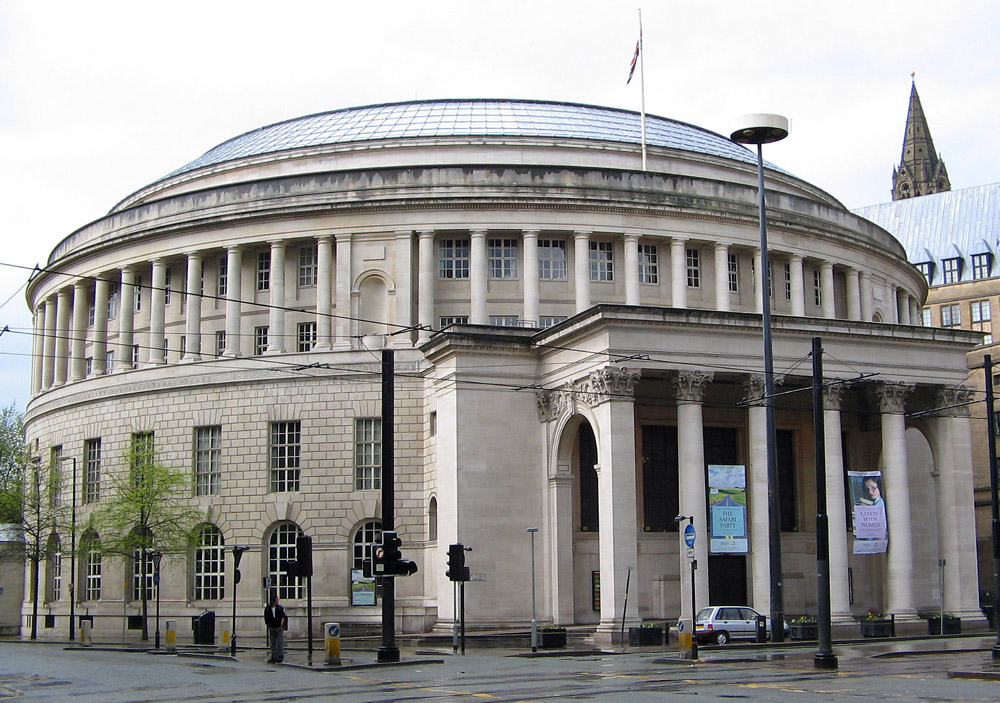
La neoclásica Biblioteca Central de Mánchester
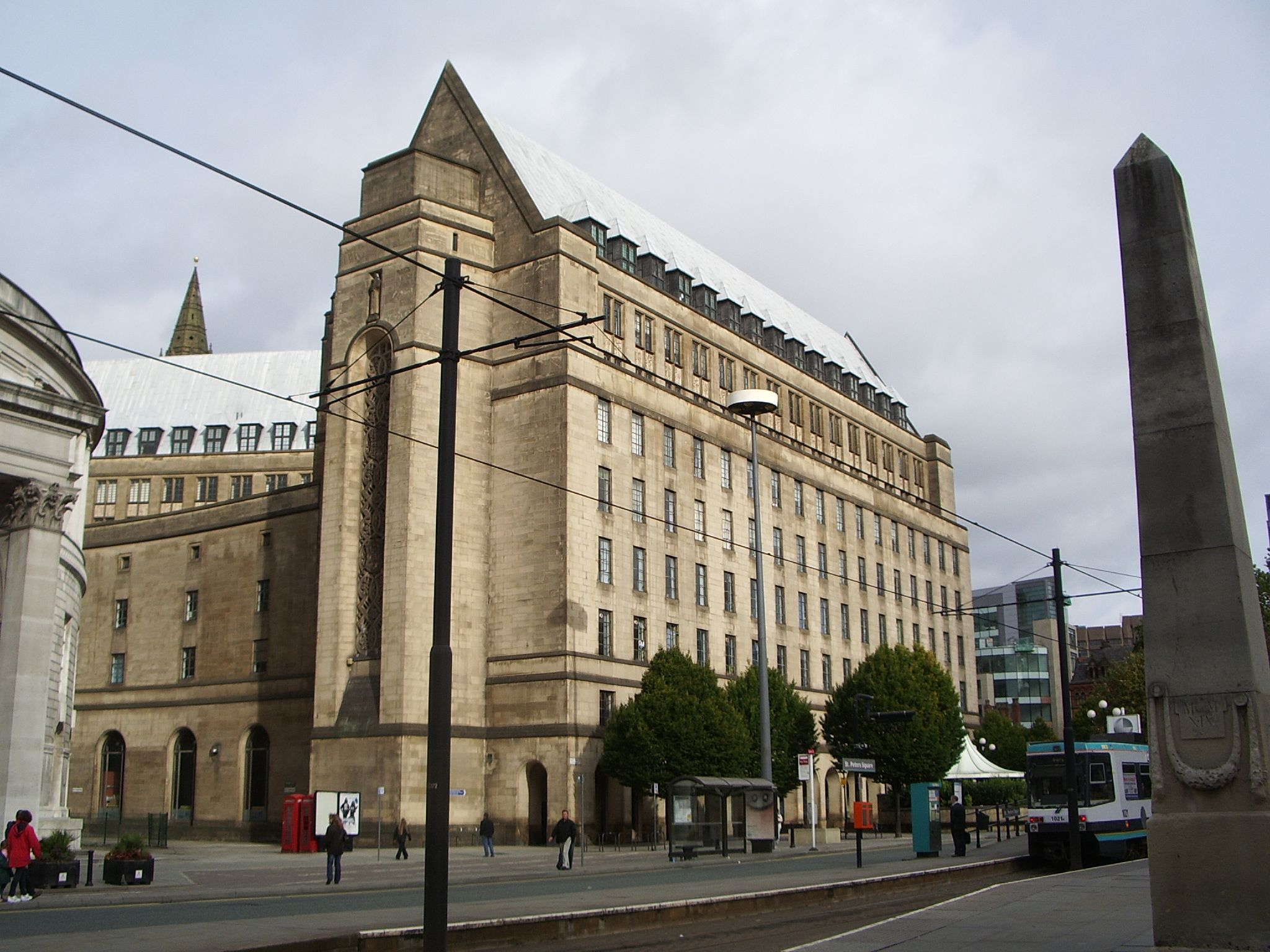
Ampliación Ayuntamiento y tranvía

### Educación y cultura
En la época georgiana se construyeron varios edificios vinculados con la educación y la cultura, algunos de los cuales aún perduran. La Biblioteca Portico diseñada por Thomas Harrison fue el primer edificio neogriego en Mánchester y el único edificio sobreviviente de Harrison en la ciudad. Su interior fue inspirado por John Soane. La Royal Mánchester Institution, una sociedad científica, fue fundada en 1823. Su casa en Mosley Street fue diseñada por Charles Barry, su único edificio público de estilo neogriego. El edificio y sus colecciones se convirtieron en la Galería de Arte de Mánchester que también incorpora el Manchester Athenaeum, diseñado en estilo palazzo por Barry en 1836.
Cuando Mánchester emergió como la primera ciudad industrial del mundo, en 1824 se estableció un Instituto de Mecánica, el precursor del Instituto de Ciencia y Tecnología de la Universidad de Mánchester. Owens College, fundado con un legado de John Owens en 1851, se convirtió en la Universidad Victoria de Mánchester en 1880. Alfred Waterhouse fue nombrado arquitecto de Owens College y de la Universidad de Victoria, donde diseñó varios de sus edificios desde 1860 hasta su jubilación. Una de las primeras comisiones de Owens College fue el Museo de Mánchester en un nuevo sitio en Chorlton en Medlock. El Instituto Whitworth y el parque que lo rodea fue fundado en 1889 a nombre de Joseph Whitworth, uno de los grandes industriales de la ciudad. Diseñado por J. W. Beaumont en ladrillo rojo con detalles en terracota a juego, fue transferido a la universidad y cambió su nombre a Whitworth Art Gallery en 1958. El hijo de Alfred Waterhouse, Paul Waterhouse continuó la tradición gótica con el elaborado Whitworth Hall de la universidad, su lugar ceremonial construido entre 1895 y 1902.
La Escuela de Arte de Mánchester se construyó en dos etapas, el edificio principal es de G. T. Redmayne en estilo neogótico en piedra con alas y pináculos a dos aguas y una extensión trasera de 1897 por Joseph Gibbon Sankey en ladrillo rojo y terracota con decoración Art Nouveau.

En 1990 se inauguró en Deansgate la biblioteca John Rylands de Basil Champneys, diseñada como una iglesia neogótica con decoraciones Arts and Crafts.

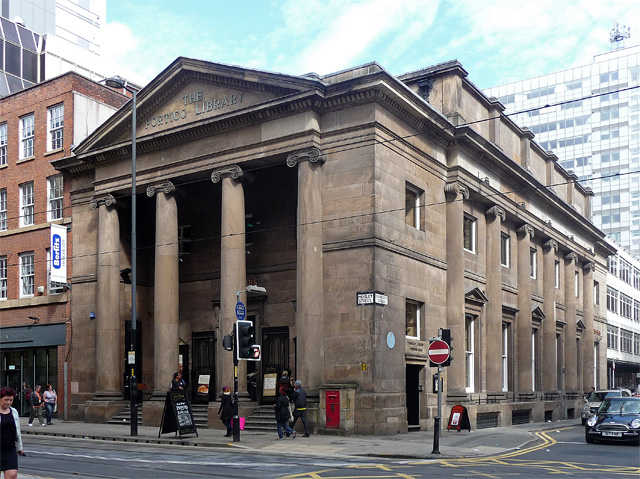
La Biblioteca Portico
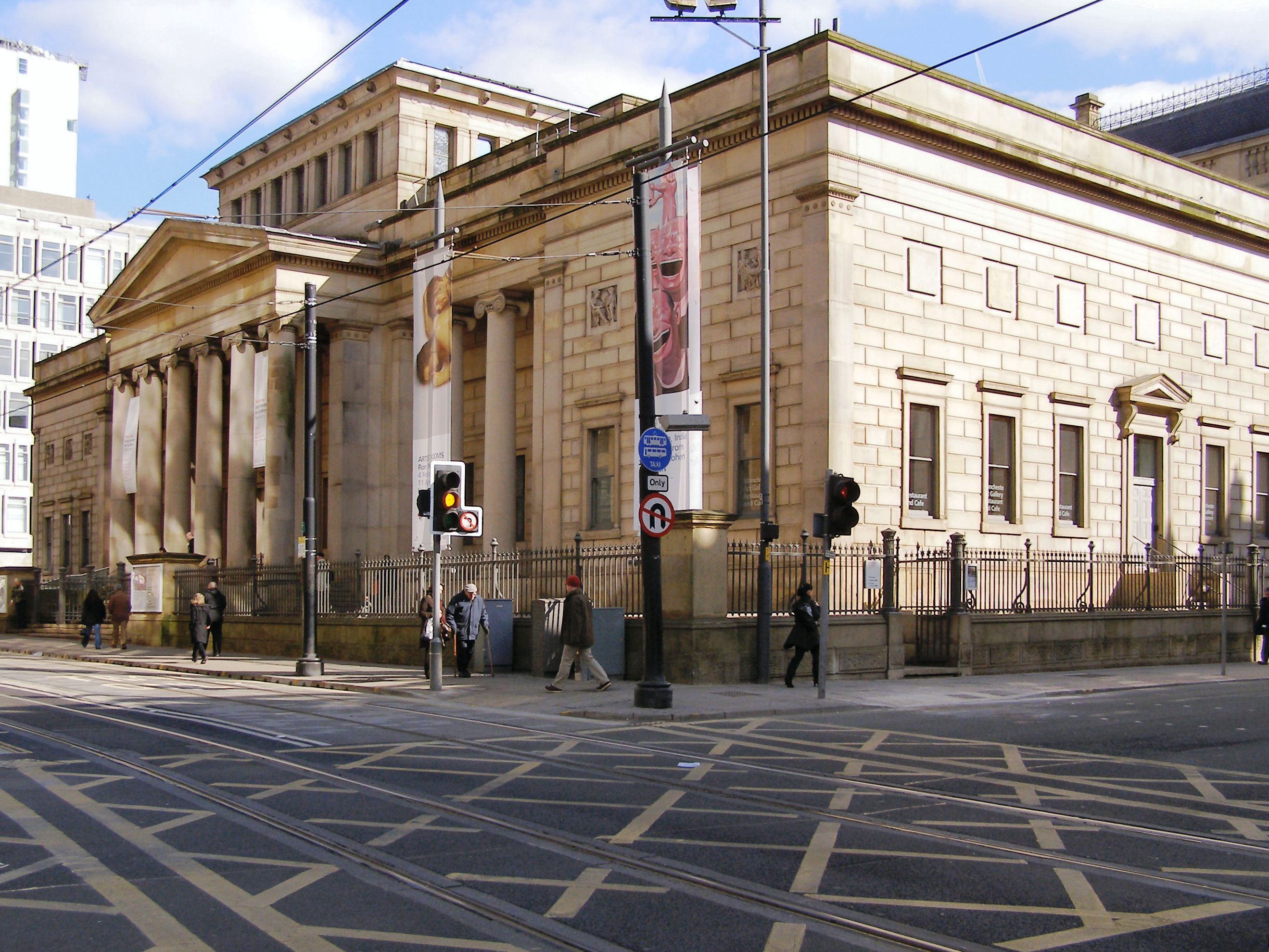
Galería de Arte de Mánchester
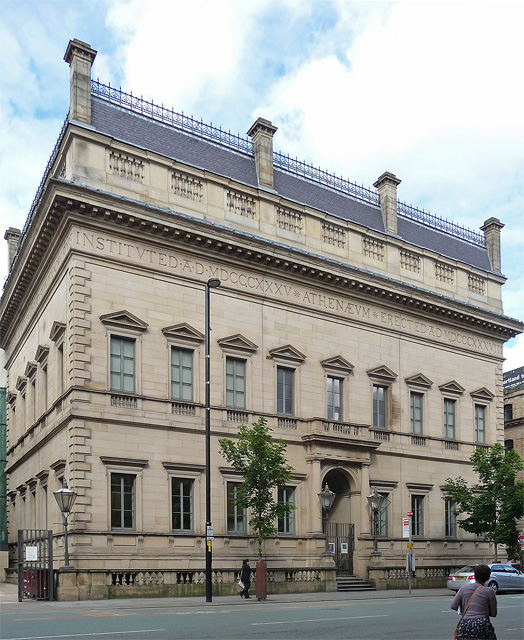
Manchester Athenaeum
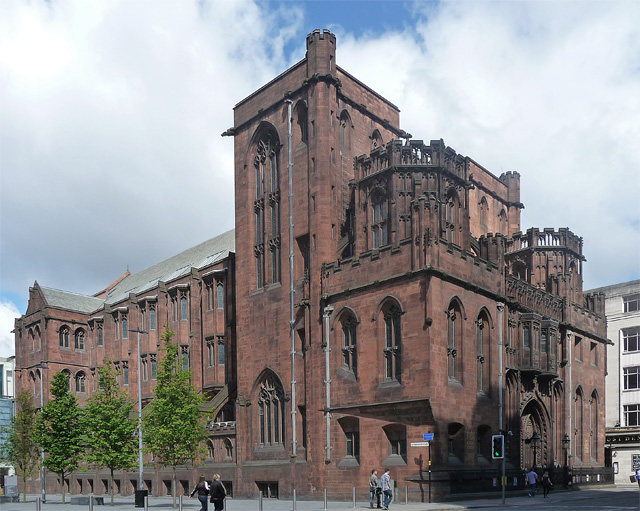
La biblioteca neogótica John Rylands abrió en 1900.
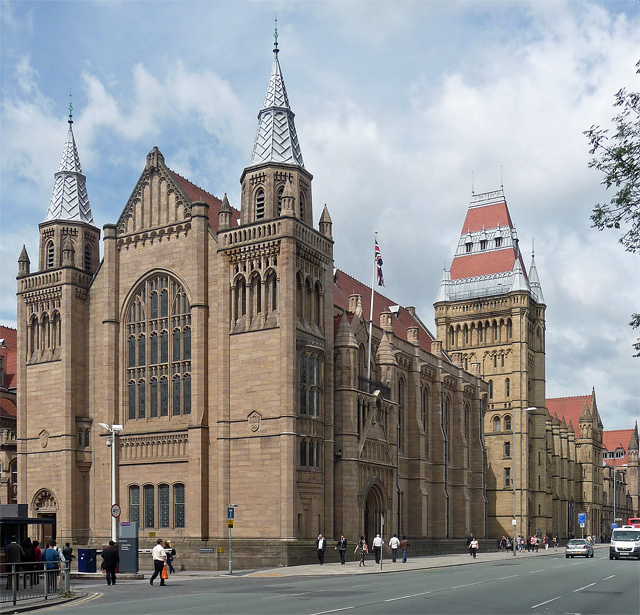
El Whitworth Hall abrió sus puertas en 1902.

### Comercio
El centro comercial de Mánchester o Cottonopolis era el Exchange, de los cuales había cuatro, el primero estaba en el mercado en 1727 y fue reconstruido tres veces. Thomas Harrison construyó el segundo en estilo Renacimiento griego entre 1806 y 1809 y fue ampliado entre 1847 y 1849. La reina Victoria le otorgó el título de Mánchester Royal Exchange en 1851. El tercer Exchange en el estilo clásico de Mills y Murgatroyd, inaugurado en 1874 y fue ricamente reconstruido Bradshaw Gass & Hope entre 1914 y 1921. Tenía la sala de comercio más grande del mundo, pero cerró para el comercio de algodón en 1968 y ahora es un teatro.
Los primeros almacenes victorianos se construyeron de ladrillo con apósitos de piedra, por lo general de hasta seis pisos de altura con sótanos y escalones hacia la puerta de entrada. La construcción ignífuga se utilizó a finales de siglo. Tenían muelles de carga con grúas de pared hidráulicas en el lateral o en la parte trasera. Algunos comerciantes construyeron sus propios almacenes, pero otros compartieron desarrollos especulativos que se construyeron para múltiples usuarios. Watts Warehouse de Travis & Mangnall en forma de palazzo veneciano, fue construido en 1856, el almacén textil para un solo ocupante más grande de Mánchester.
Los almacenes se construyeron en el siglo XX, muchos de ellos en estilo barroco eduardiano muy decorado, dejando a la ciudad con un legado de algunos de los mejores edificios de este tipo en el mundo. La continua urbanización y las estrechas carreteras de Mánchester han impactado en las vistas de estos ornamentados edificios, muchos de los cuales a menudo eran decorativos en la parte superior del edificio. Se construyó una serie de almacenes ornamentados, muchos de los cuales dominaban el área alrededor de Whitworth Street e incluían Asia House, Mánchester, India House y Lancaster House diseñadas por Harry S. Fairhurst.

Desde principios del siglo XIX, King Street y Spring Gardens se convirtieron en el barrio financiero. Los bancos fueron diseñados por los arquitectos locales Edward Walters, J. E. Gregan y Charles Heathcote y por Charles Cockerell y Edwin Lutyens. El banco de estilo palazzo de Benjamin Heywood en St Ann's Square, (el Royal Bank of Scotland), fue construido en 1848 según los diseños de JE Gregan. Charles Cockerell diseñó la sucursal del Banco de Inglaterra en Mánchester en King Street en 1845-6, pero la calle está dominada por el antiguo Midland Bank diseñado por Edwin Lutyens en 1928, su obra principal en la ciudad. El Royal Bank of Scotland en Mosley Street fue diseñado para Mánchester and Salford Bank por Edward Walters en 1862. En la esquina de Spring Gardens y York Street se encuentra el antiguo Parrs Bank en piedra arenisca roja con una entrada en la esquina diseñada en 1902 por Charles Heathcote en el barroco eduardiano con motivos Art Nouveau en su herrería. Heathcote también diseñó el barroco Lloyds Bank en 1915 en King Street, en el corazón del distrito bancario.

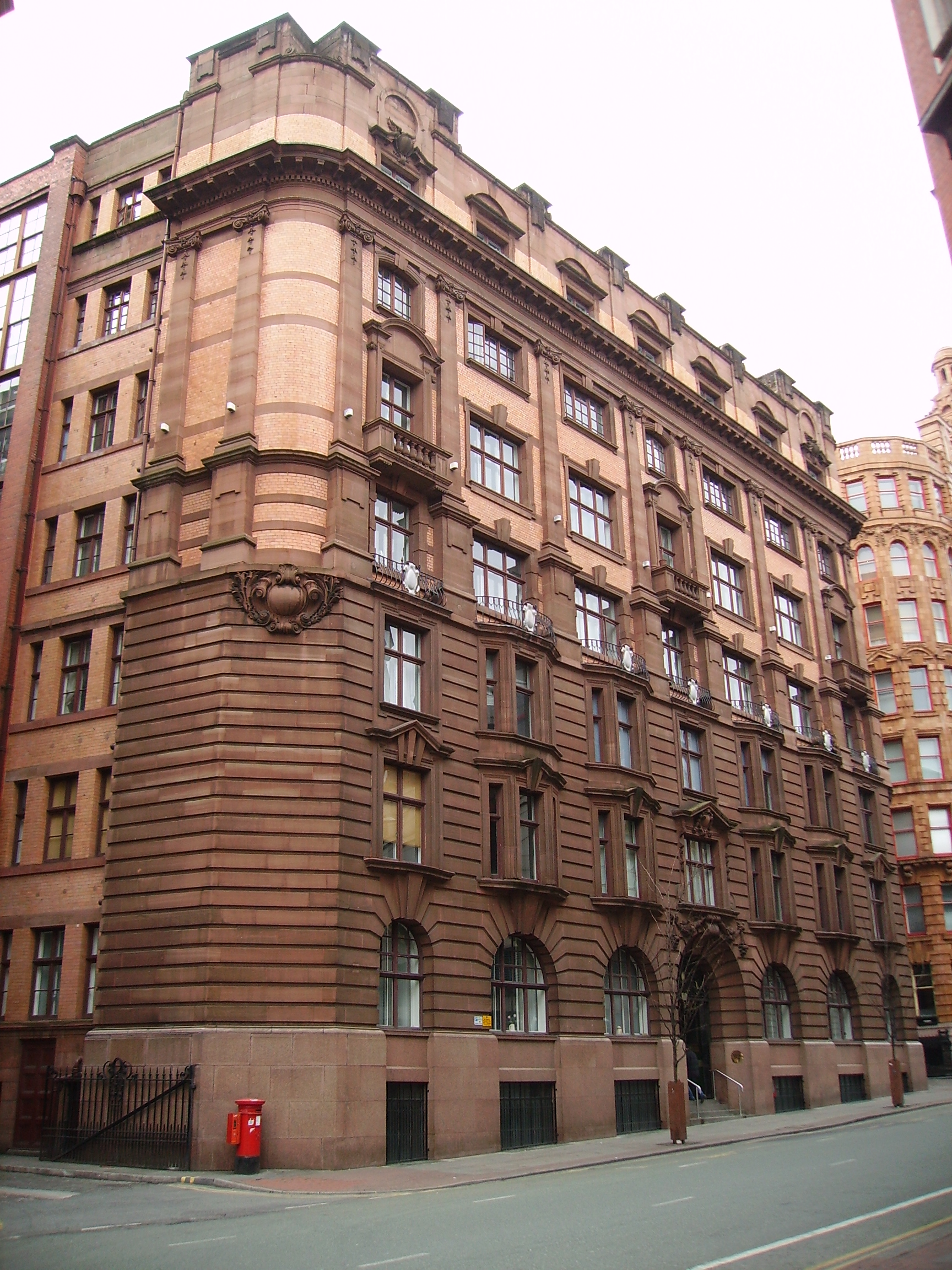
Asia House, inaugurada en 1909
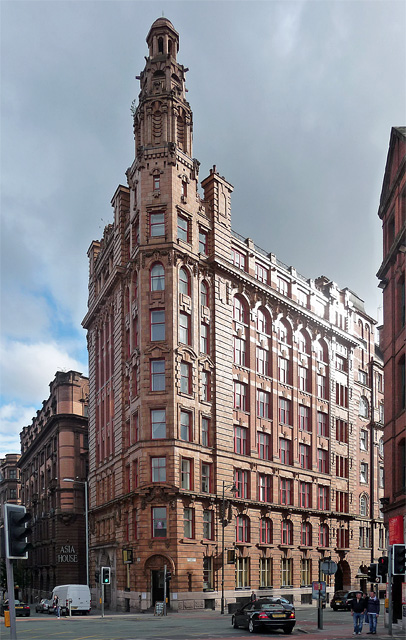
Lancaster House, inaugurado en 1910
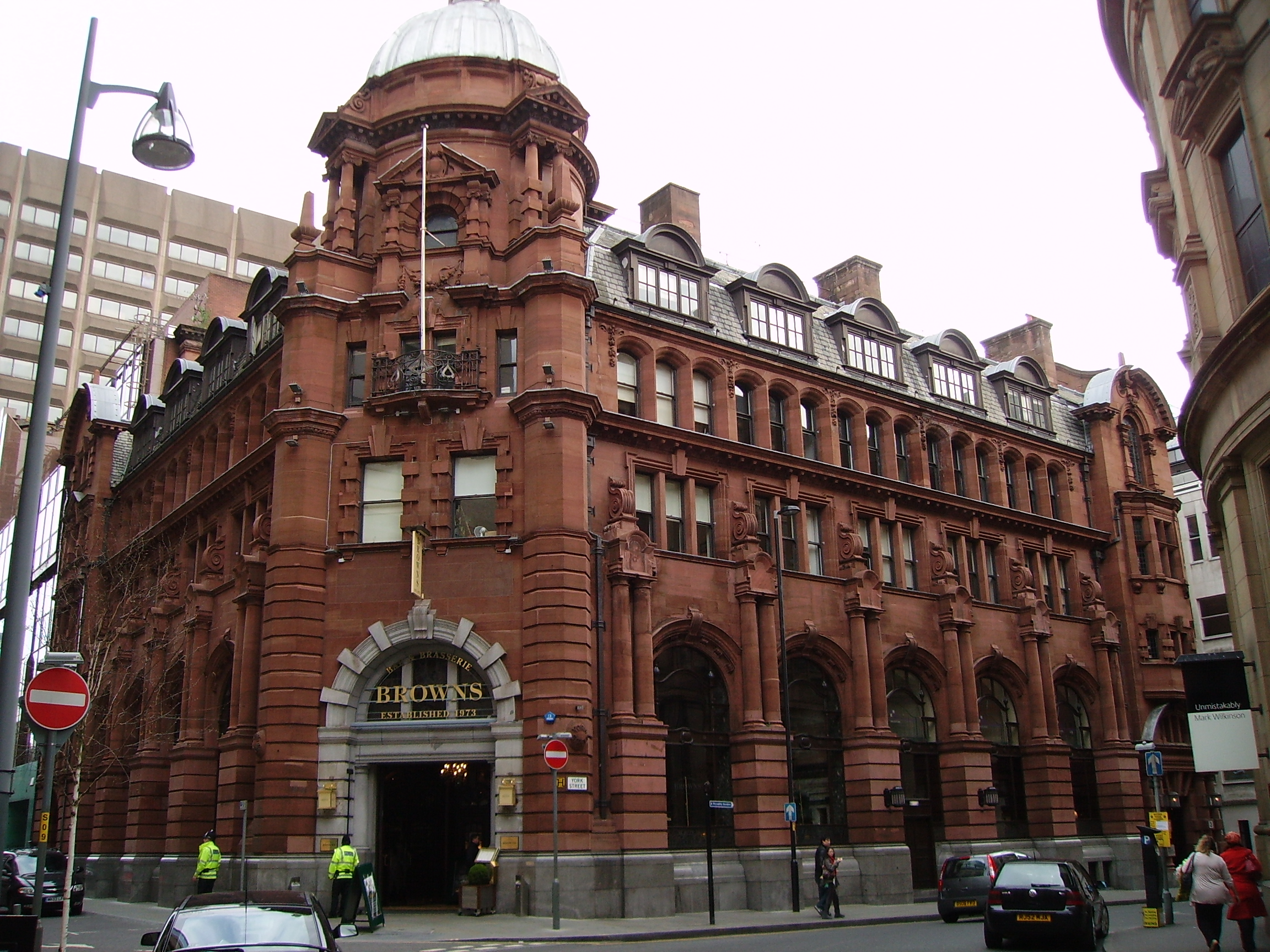
Antiguo Banco Nacional de Westminster, 1902
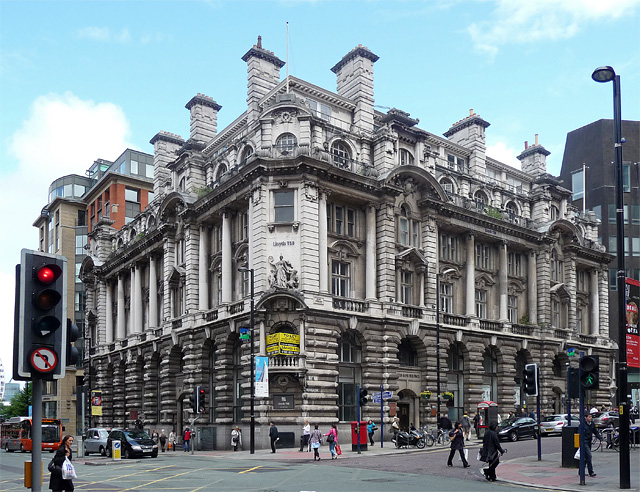
Lloyds Bank abrió en 1915
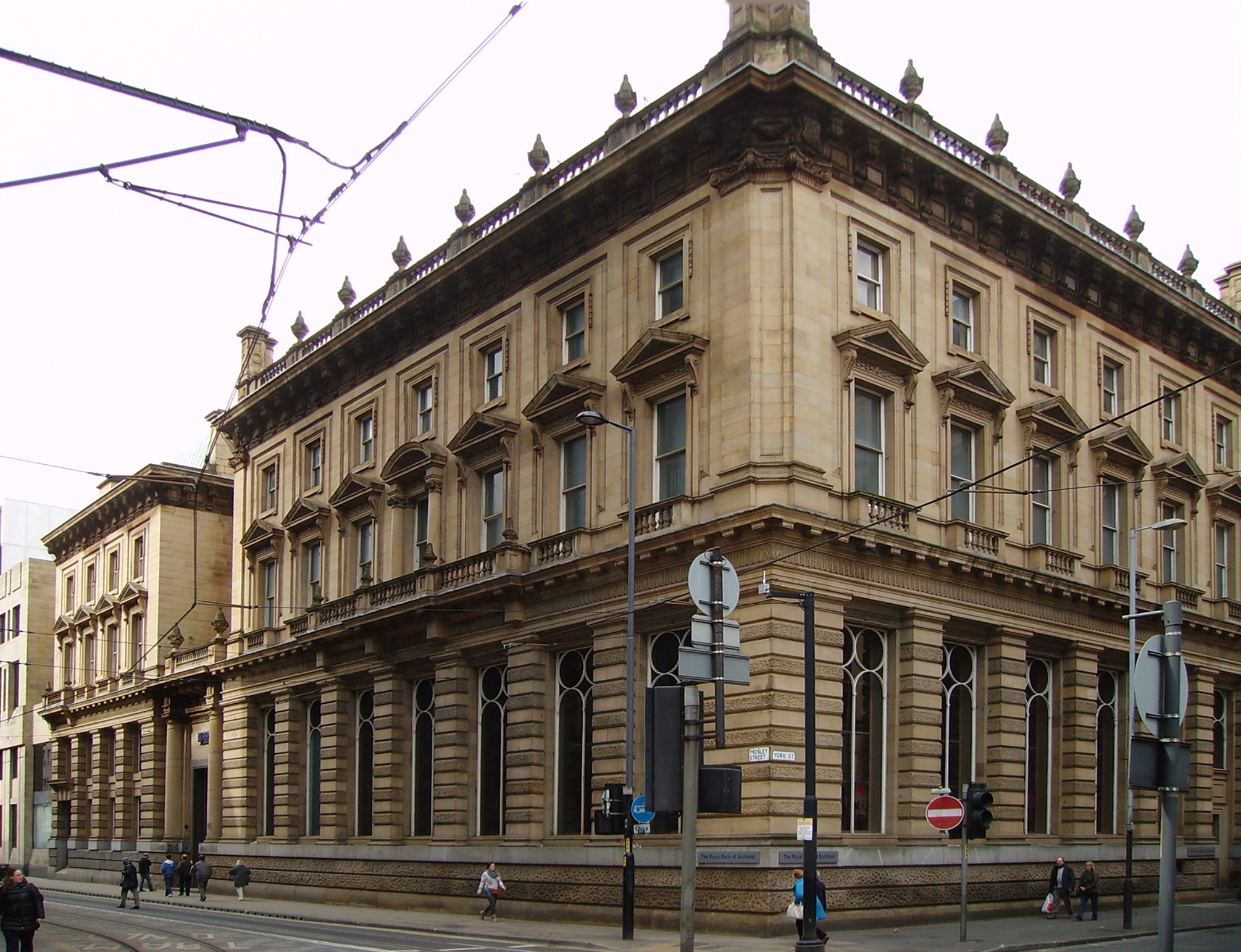
38 y 42 Mosley Street, inaugurado en 1880
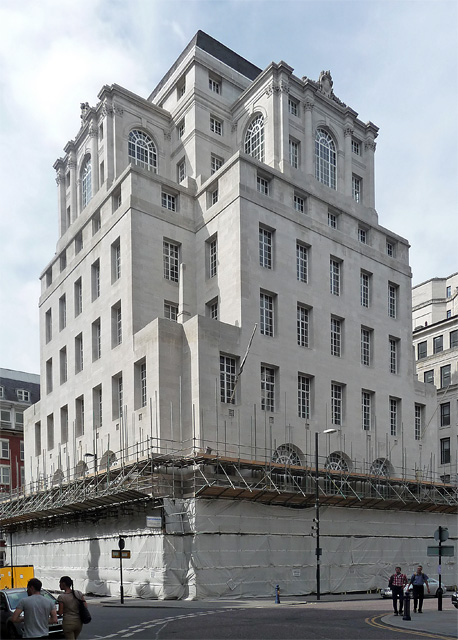
Midland Bank de Lutyens en King Street

Ship Canal House se completó en 1927 para la Manchester Ship Canal Company por Harry S Fairhurst en un estilo neobarroco/art déco de transición eduardiano. Owen Williams diseñó el Daily Express Building con una fachada futurista de vidrio oscuro. Nikolaus Pevsner lo describió como "frente completamente de vidrio, absolutamente enrasado, con esquinas redondeadas y vidrio translúcido y vidrio negro". Sunlight House, que se inauguró en 1932 en Quay Street, fue diseñada en estilo art déco por Joseph Sunlight. El edificio Redfern de ladrillo marrón en la finca cooperativa es una interpretación individualista del art déco, aunque Pevsner creía que tenía más en común con el " modernismo de ladrillo holandés".

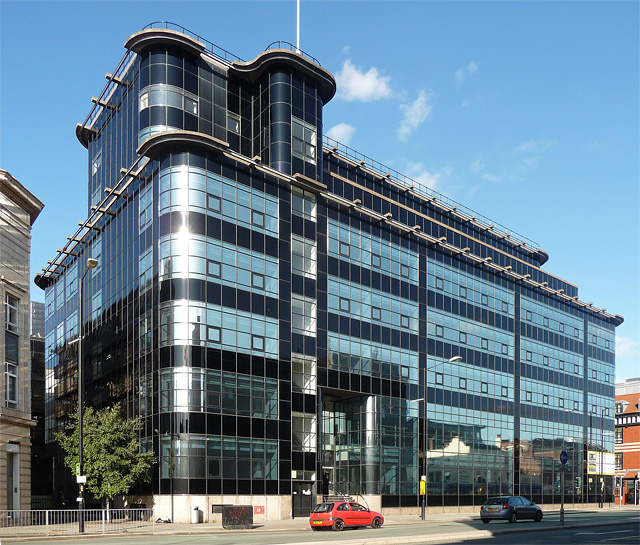
El futurista edificio art deco Daily Express Building
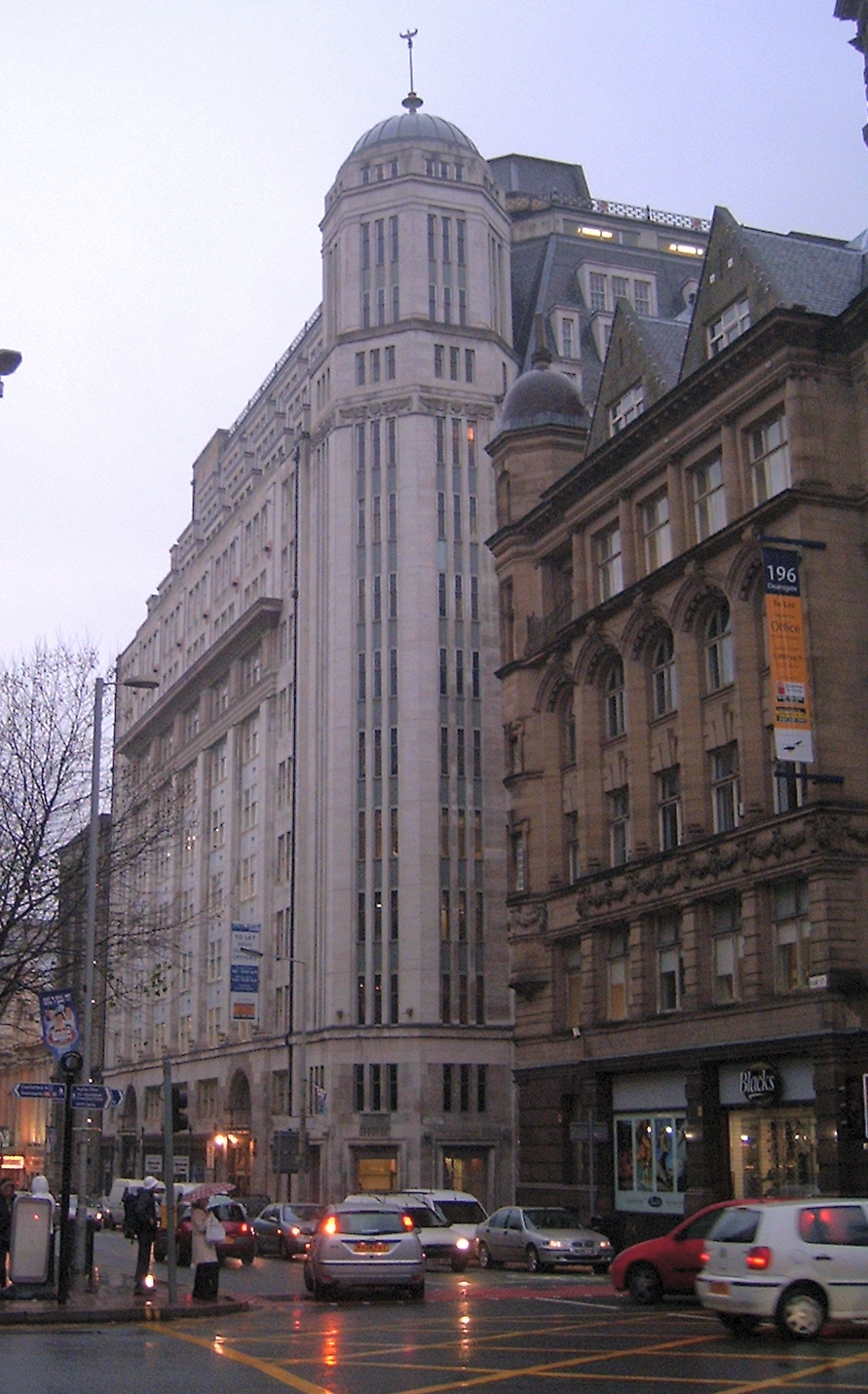
Casa de la luz del sol en Quay Street

### Templos religiosos

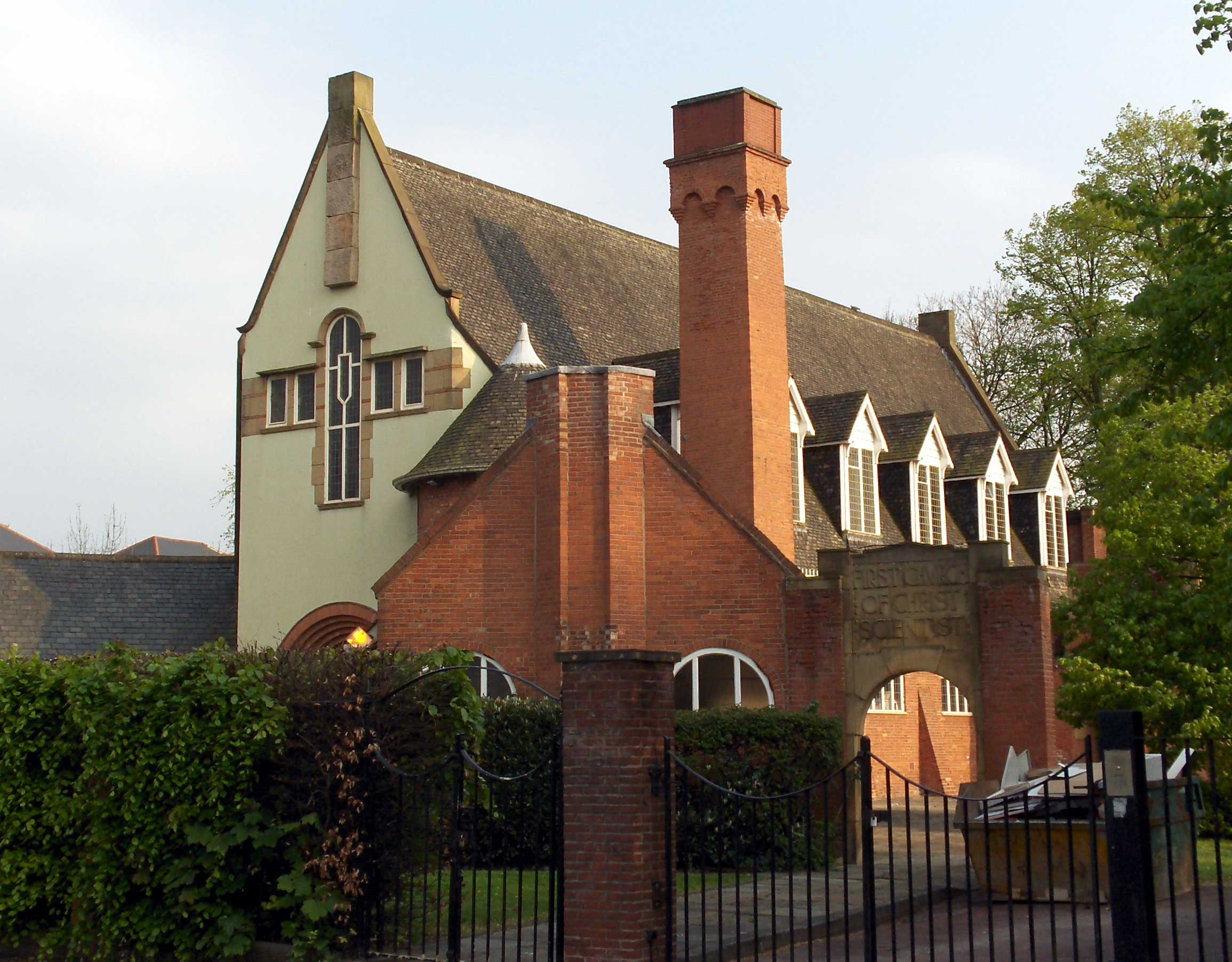
Edgar Wood Center, inaugurado en 1906 (Grado I)

La iglesia parroquial medieval fue reformada y reconstruida entre 1814 y 1815. Se convirtió en catedral en 1847 y fue ampliamente restaurada y reconstruida por JP Holden entre 1862 y 1868, por J. S. Crowther en las décadas de 1880 y en 1898 por Basil Champneys, quien añadió anexos en 1903.
En 1828, los cuáqueros construyeron su casa de reuniones en Mount Street. Diseñado por Richard Lane, tiene una fachada de sillar y un pórtico jónico de tres tramos con frontón y friso.
Las iglesias victorianas, particularmente las de los católicos, abrazaron los principios góticos de A. W. N. Pugin, quien diseñó la iglesia de St Wilfrid de ladrillo rojo al estilo inglés temprano en Hulme de 1842. La iglesia católica de Santa María, The Hidden Gem, en Mulberry Street, la primera iglesia católica en el centro, fue diseñada por Weightman & Hadfield en 1848.  En las afueras del centro, J. A. Hansom diseñó la iglesia católica del Santo Nombre de Jesús en Chorlton-on-Medlock, que fue terminada en 1928 por Adrian Gilbert Scott y la Iglesia y convento franciscano de Grado II * de E. W. Pugin, el monasterio de Gorton son "más que de interés local".
A finales del siglo XIX, la gran comunidad judía alrededor de Cheetham Hill construyó la Sinagoga Sefardí de 1874–75 según los diseños de Edward Salomons en estilo morisco y sobrevive como el Museo Judío de Mánchester.
La Iglesia de Cristo, científico en Fallowfield, diseñada por Edgar Wood, se inauguró en 1907. Nikolaus Pevsner lo consideró "el único edificio religioso en Lancashire que sería indispensable en un estudio del diseño de iglesias del siglo XX en toda Inglaterra". y "uno de los edificios más originales de esa época en Inglaterra, o incluso en cualquier lugar".

### Moderno
Después de la Segunda Guerra Mundial, comenzó el trabajo para reconstruir Mánchester, dañada por la guerra, y la transición del almacén a los bloques de oficinas se aceleró a medida que decaía la destreza industrial de la ciudad. Se construyeron pocos edificios estéticamente memorables en las décadas de 1950 y 1960, pero algunos se convirtieron en puntos de referencia de la ciudad.
El primer gran edificio construido después de la guerra fue el complejo de Granada Studios diseñado por Ralph Tubbs en 1954. Las características notables de los estudios eran una torre de celosía y un letrero rojo de neón.

Cuando se construyó la CIS Tower de 118 metros de altura era el edificio más alto del Reino Unido. La torre de Sir John Bumet, Gordon Tait y Partners con G. S. Hay, es reconocida como uno de los mejores edificios modernistas de la década de 1960. Como hogar del Co-operative Group, fue diseñado para exhibir Mánchester y el movimiento cooperativo. Fue revestido con células fotovoltaicas en 2005 y es el edificio catalogado más alto del Reino Unido. Junto con New Century House que también abrió en 1962, su "diseño de disciplina y coherencia que forma parte de un grupo con la Sociedad Cooperativa de Seguros". Gateway House, un edificio de oficinas modernista diseñado por Richard Seifert & Partners en 1969 en el acceso a la estación Mánchester Piccadilly, está considerado como uno de los edificios más adorables de Seifert. Hollins College, conocido como el estante de las tostadas, es representativo del trabajo producido por el arquitecto municipal L. C. Howitt del Ayuntamiento de Mánchester mientras implementaba los planes de reconstrucción de la ciudad de la posguerra.

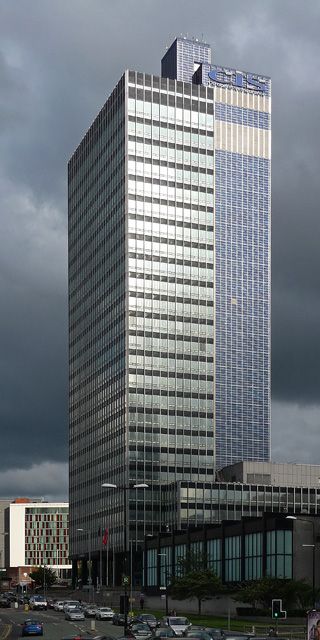
La Torre CIS (1962) fue el edificio catalogado más alto del Reino Unido
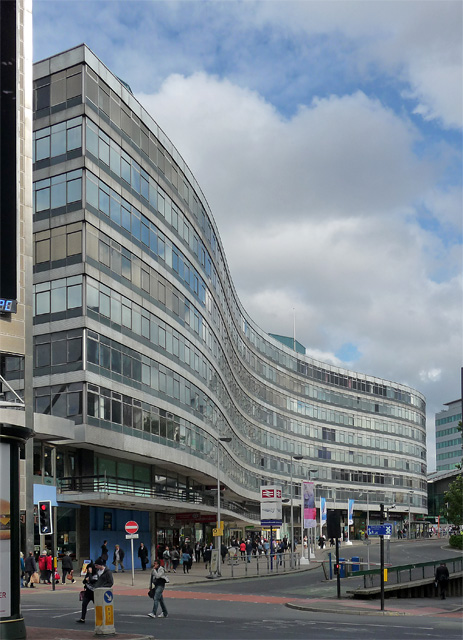
La fachada ondulada de Gateway House (1969)
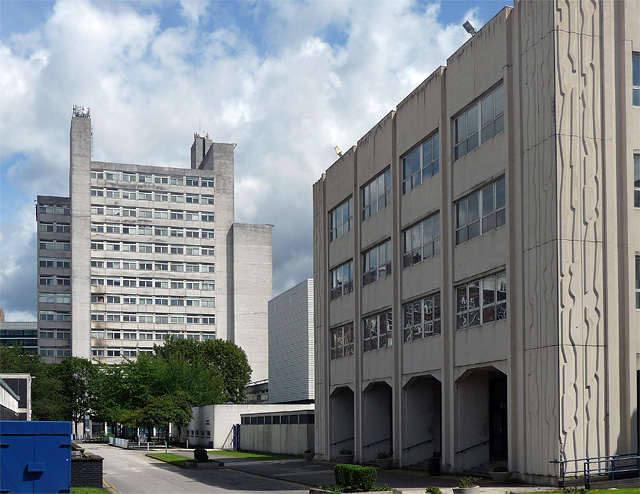
El antiguo campus de la UMIST consta de muchos edificios modernistas construidos en la década de 1960
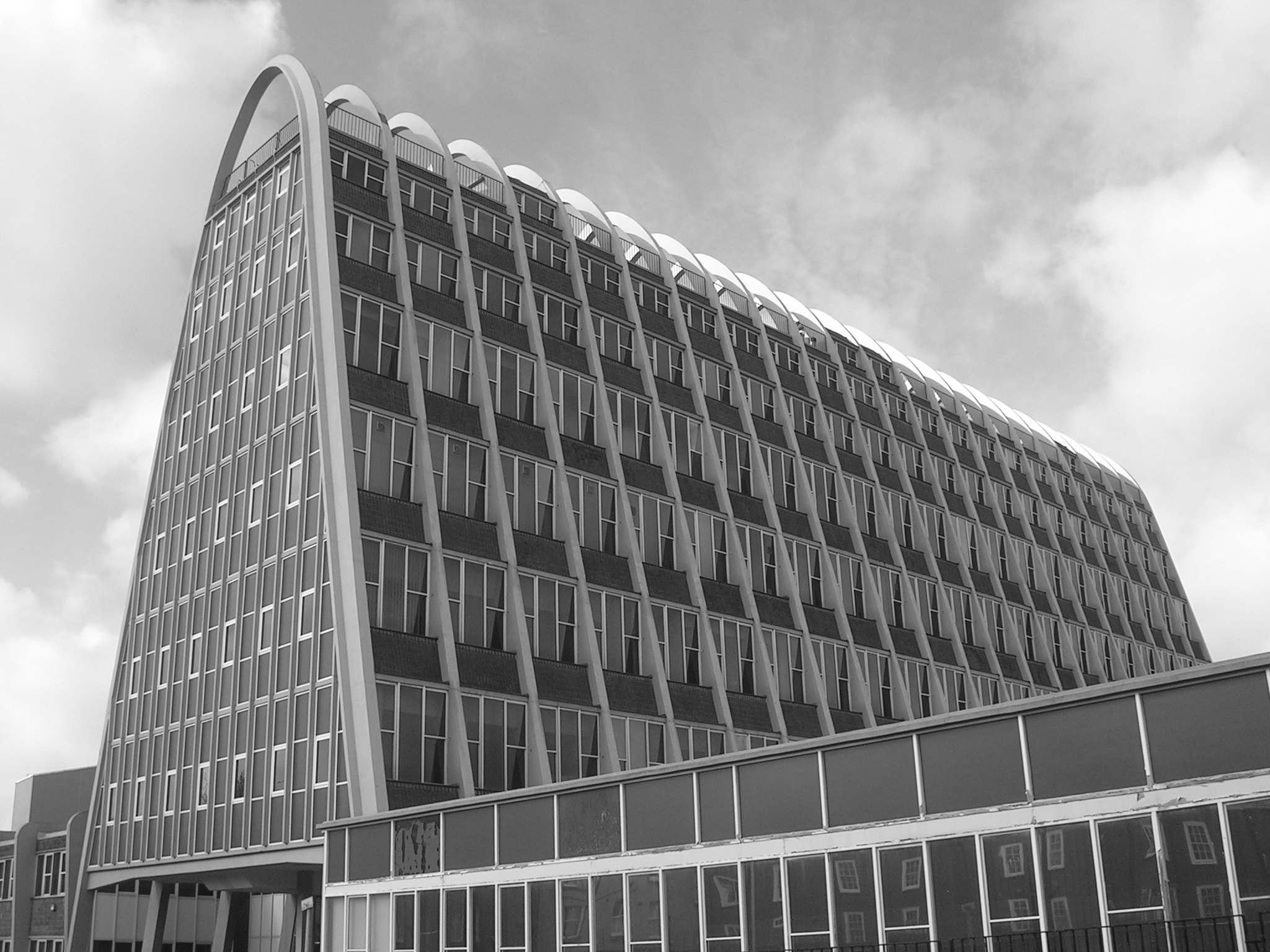
El Toast Rack de grado II (1960)

### Arquitectura de los años 2000
Tras la destrucción que dejó el atentado de 1996 fue necesario reconstruir un amplio sector de Mánchester. Se construyeron edificios altos, muchos de estilo posmoderno que incorporan fachadas de vidrio, el más destacado es la torre Beetham, un rascacielos construido en 2006 ,de 168 metros de altura del estudio de arquitectura SimpsonHaugh and Partners. Otros edificios con vidrio incorporado en su diseño incluyen Urbis, No. 1 Deansgate, el Centro de Justicia Civil de Mánchester y la Gran Torre Norte, de Assael Architecture. El Ayuntamiento de Mánchester ha sido más comprensivo con los edificios altos desde 1990 y su Estrategia Central de Mánchester 2012-2027, considerada desarrollos "icónicos" que reflejan la inconformidad y la singularidad de la ciudad, se verían con más simpatía.

El Centro de Justicia Civil de Mánchester se construyó en 2007 en Spinningfields, el nuevo distrito comercial de Mánchester. Ha sido bien recibido por críticos de arquitectura que elogiaron su estética, credenciales ambientales y calidad estructural. El crítico de arquitectura de The Guardian, Owen Hatherley, lo describió como un "edificio realmente sorprendente".

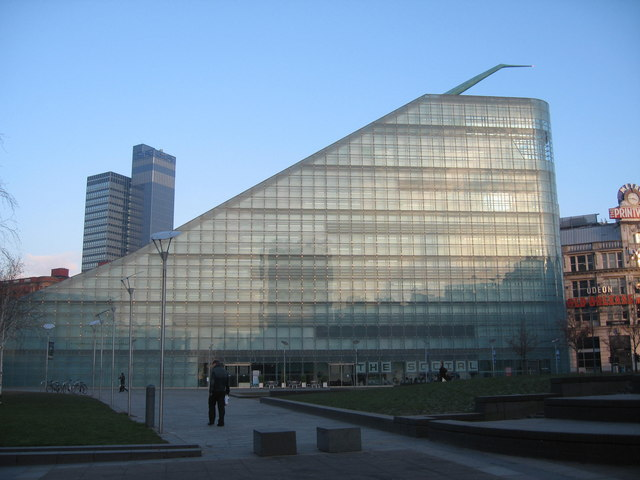
Urbis, 2002
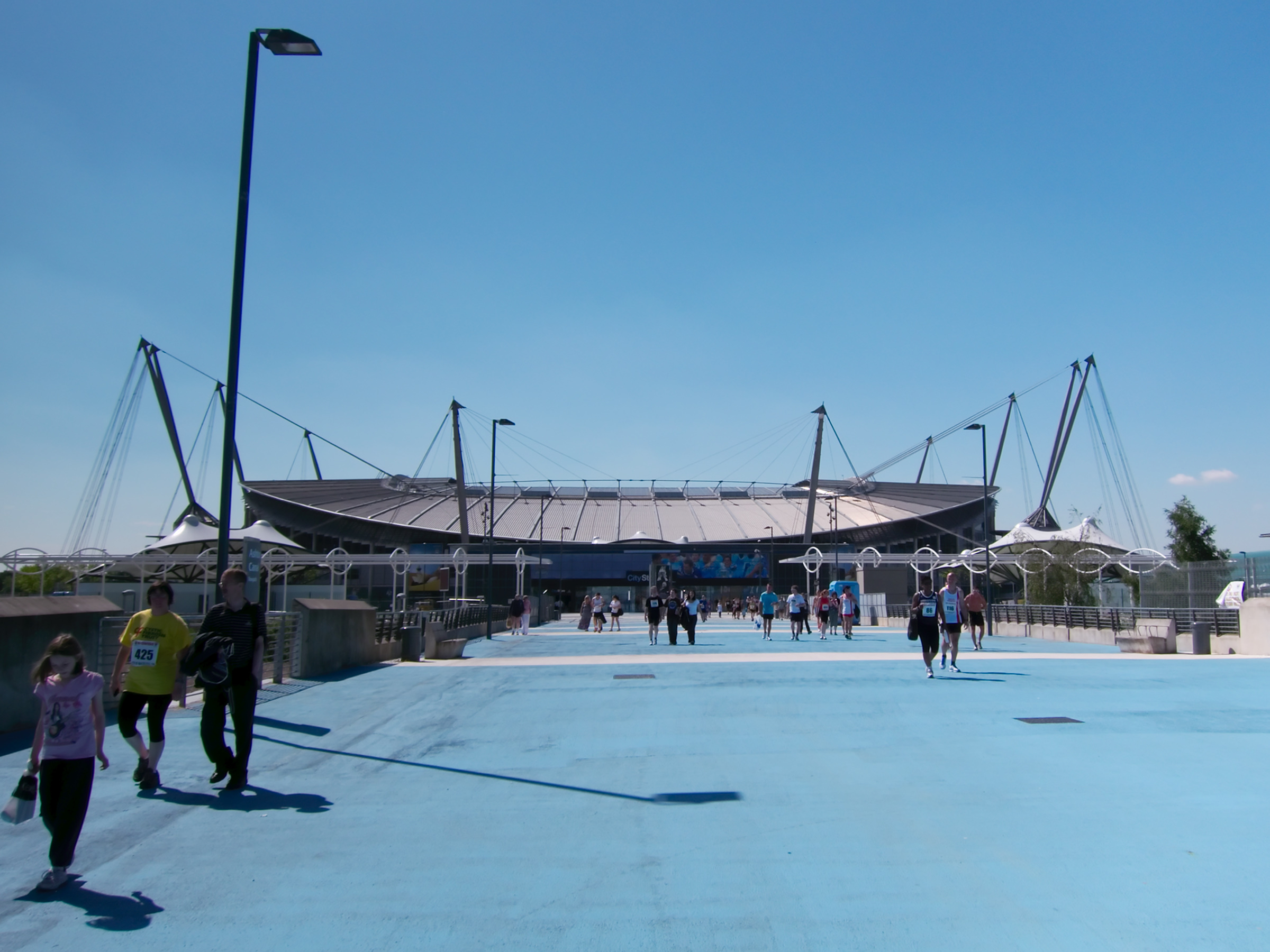
El Estadio Ciudad de Mánchester, terminado en 2001
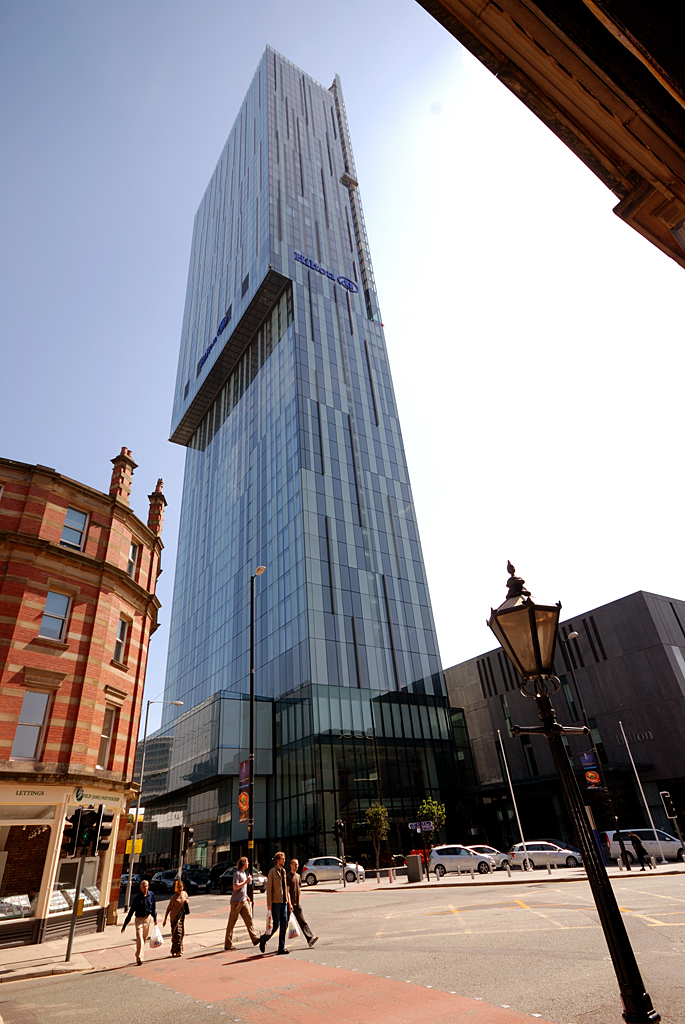
La Beetham Tower
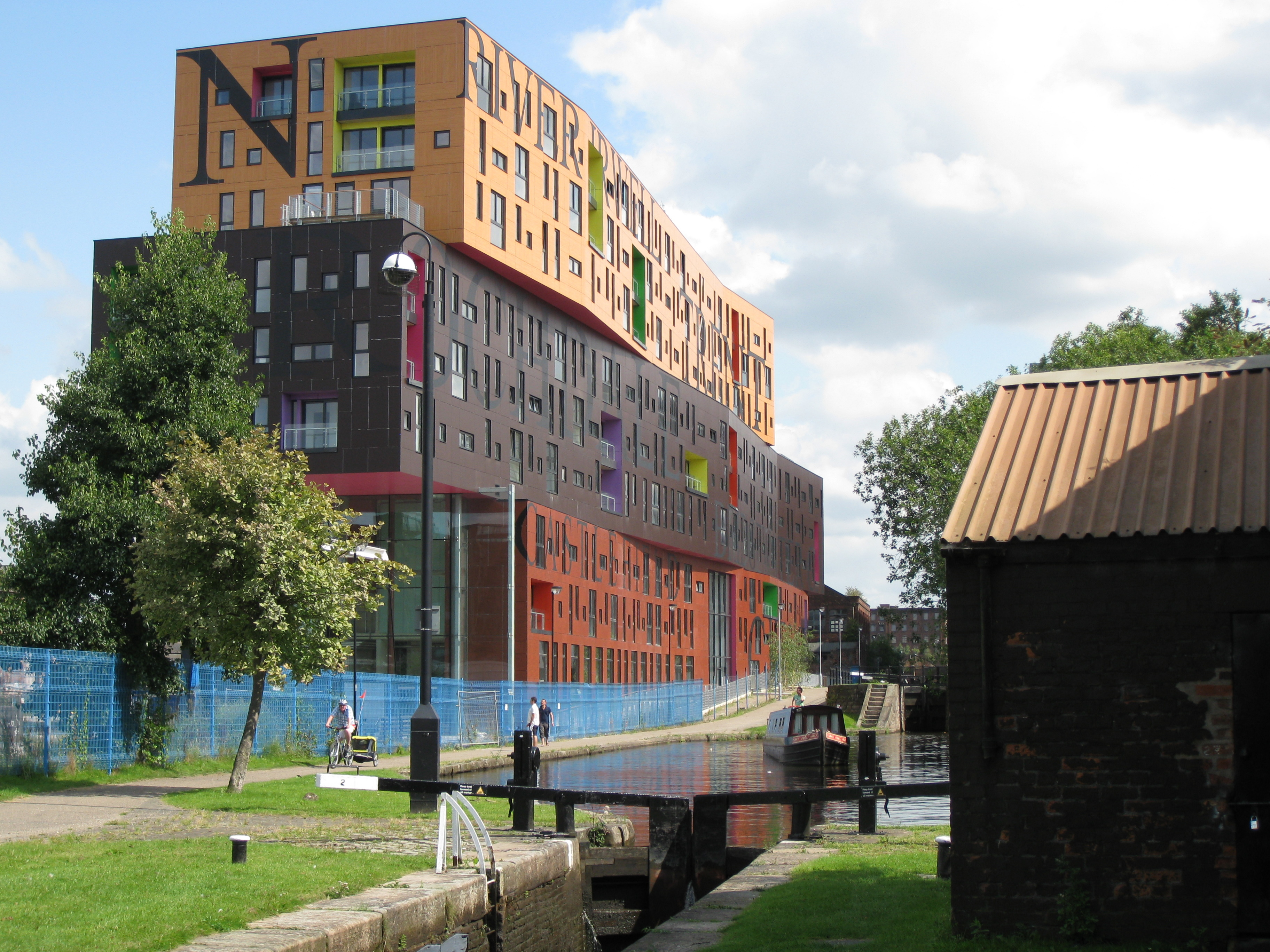
Edificio de Will Alsop en New Islington, 2007

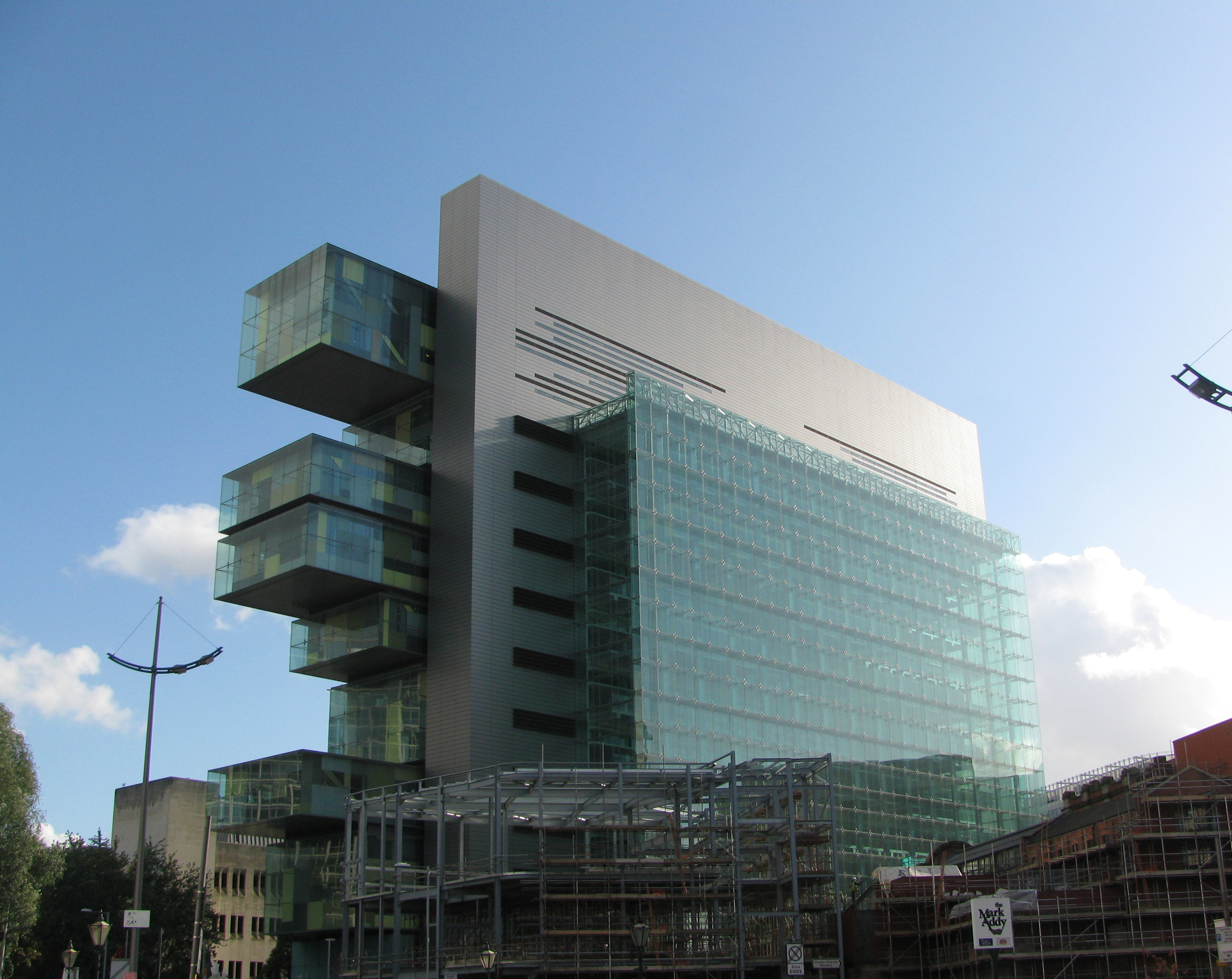
Centro de Justicia Civil de Mánchester, 2007
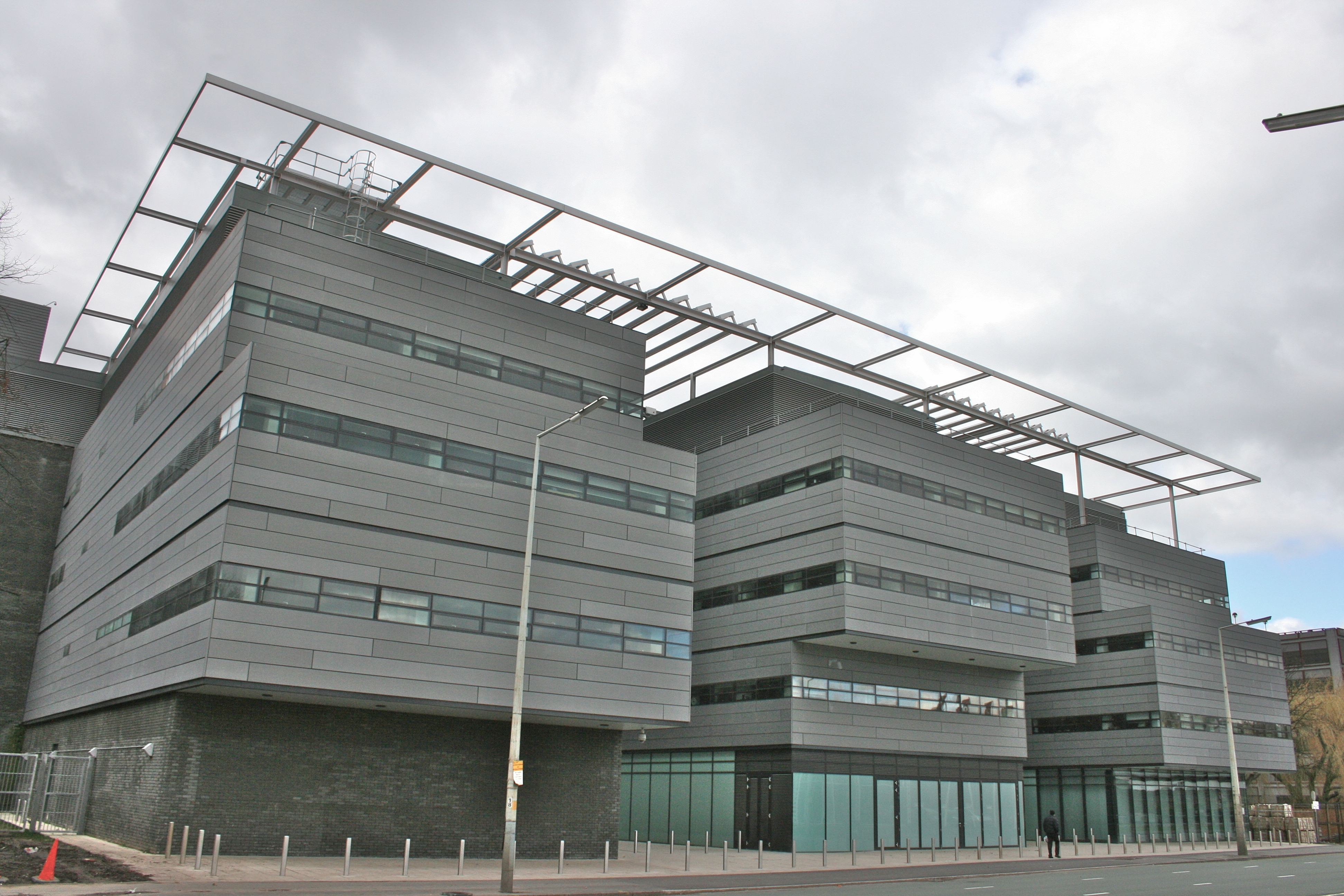
Edificio Alan Turing, 2007
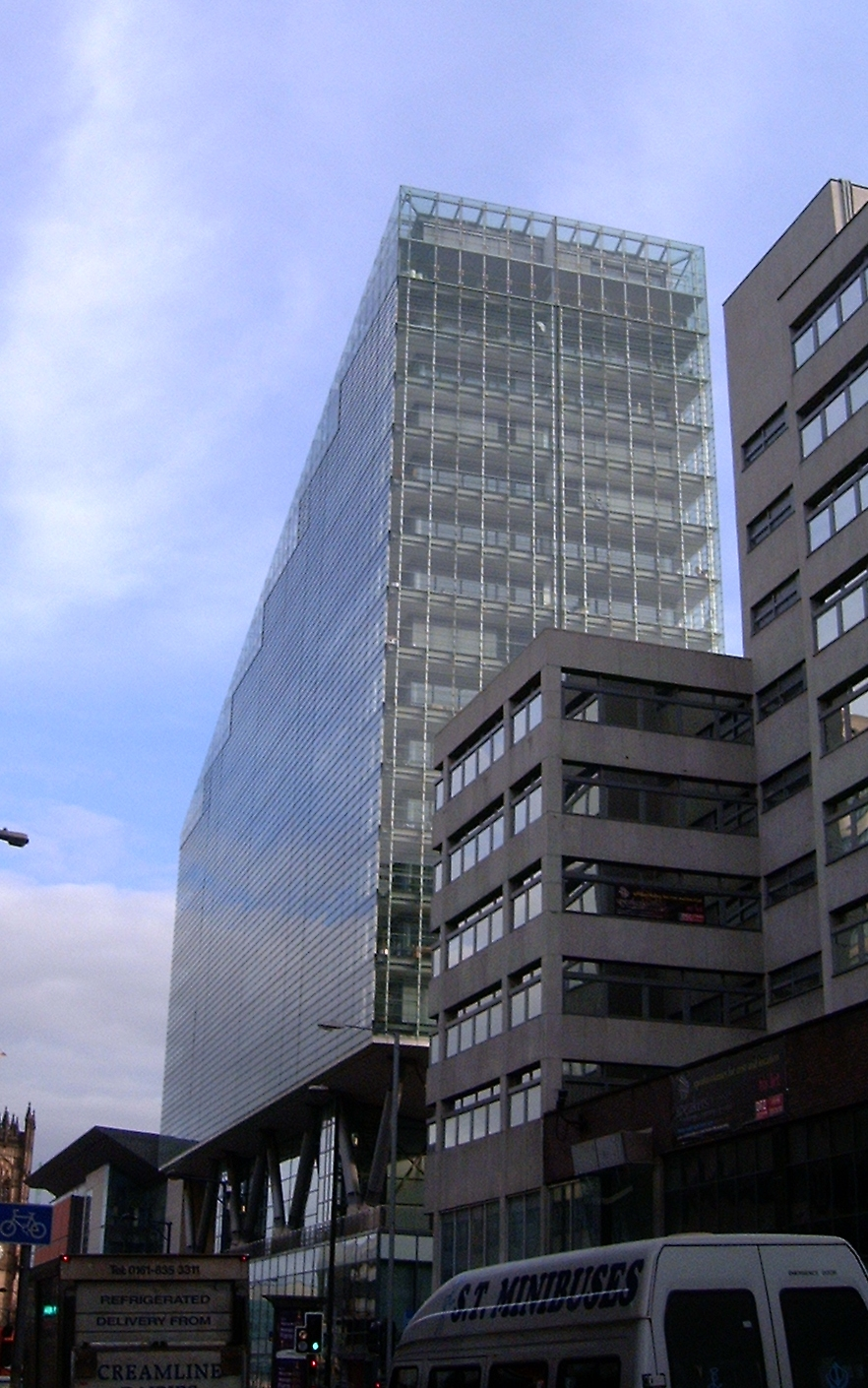
No. 1 Deansgate, 2001
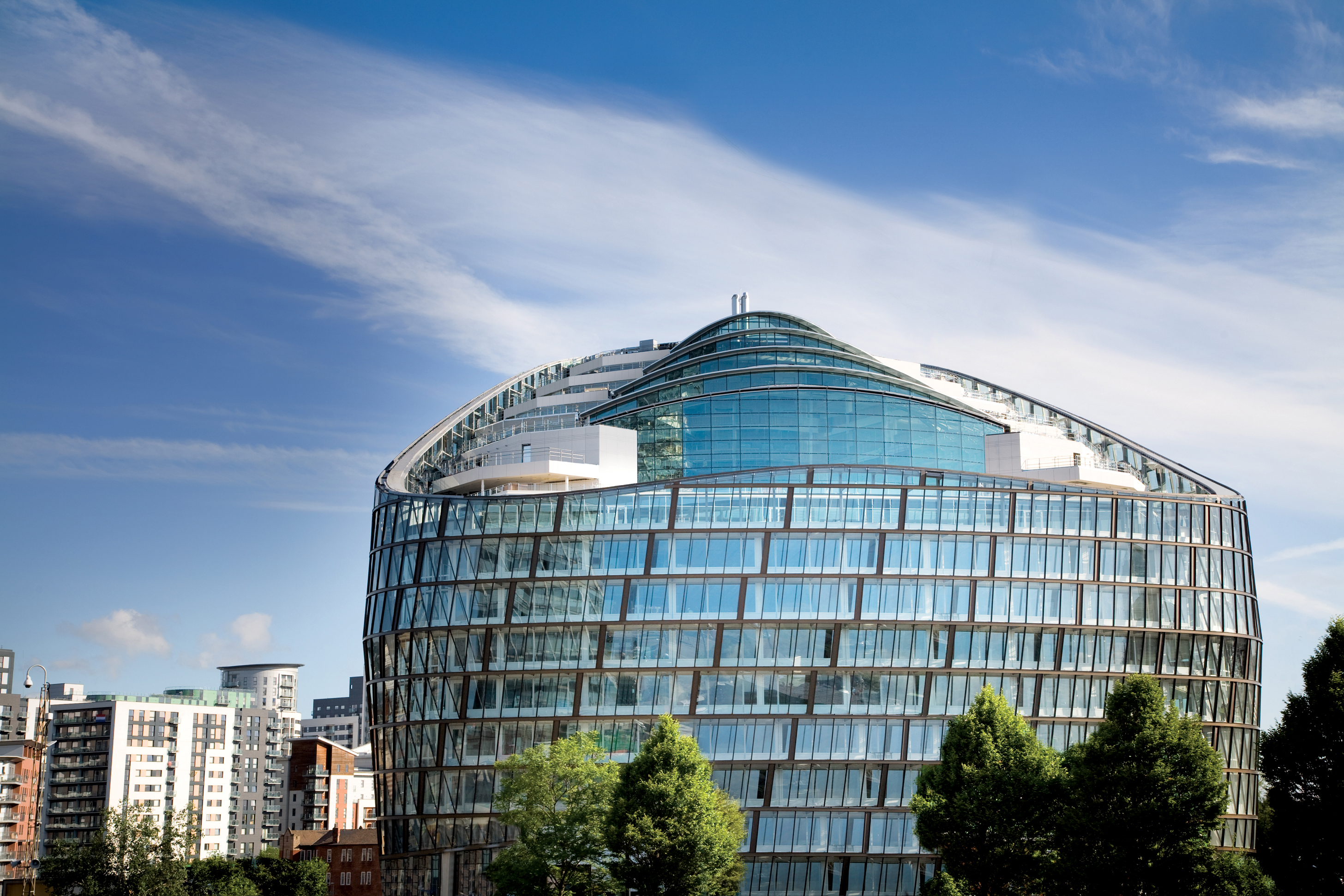
One Angel Square en construcción, 2013

### Monumentos y esculturas

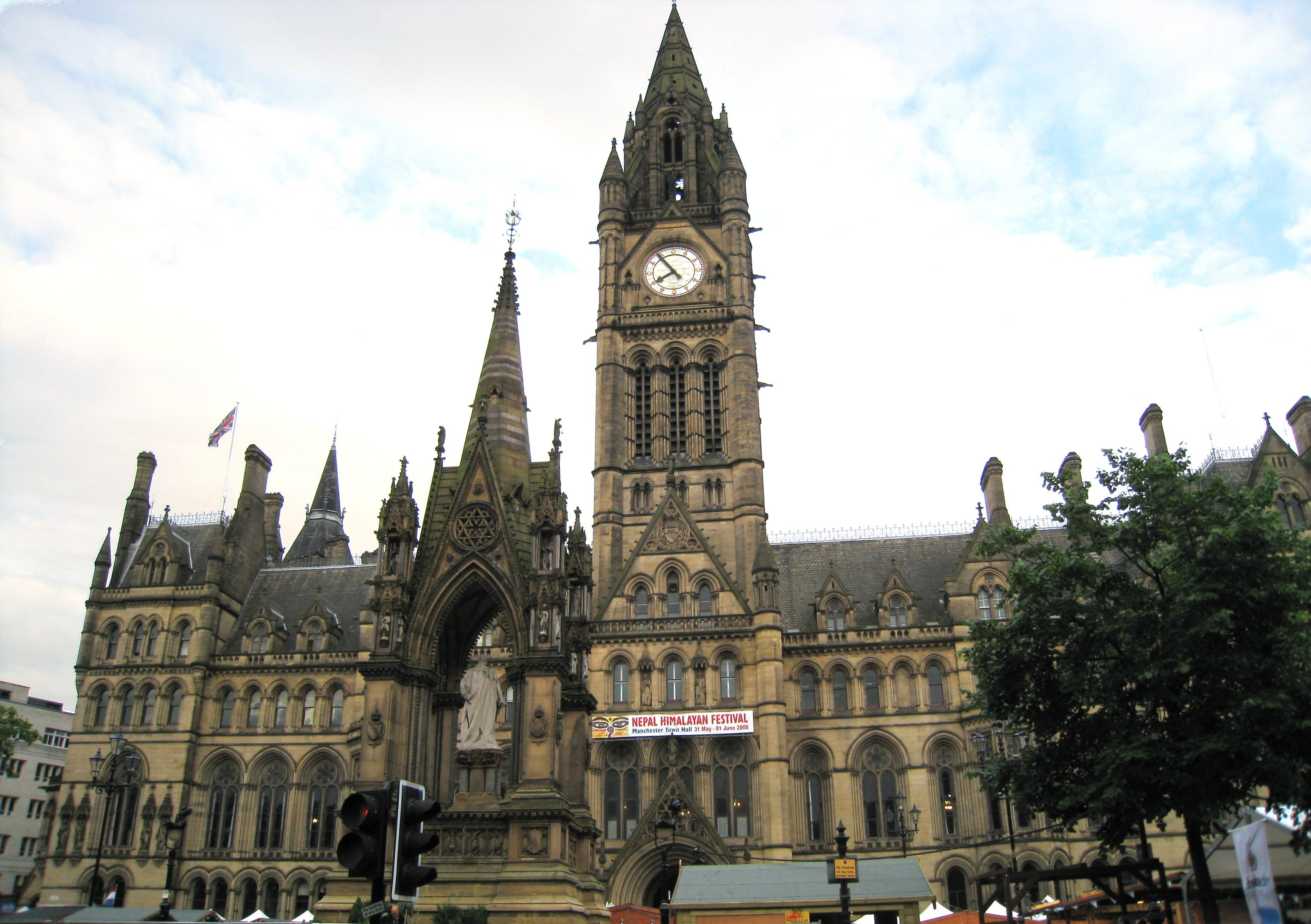
El Albert Memorial, Albert Square

En Mánchester hay monumentos a personas y eventos que han dado forma a la ciudad e influenciado a la comunidad en general. Dos plazas con muchos monumentos públicos son Albert Square, frente al ayuntamiento, que tiene monumentos al príncipe Alberto, el obispo James Fraser, Oliver Heywood, William Ewart Gladstone y John Bright, y Piccadilly Gardens con monumentos a la reina Victoria, Robert Peel, James Watt. y el duque de Wellington.
Los monumentos notables en otras partes de la ciudad incluyen el Alan Turing Memorial en Sackville Park que conmemora al padre de la informática moderna. El señor y la señora Charles Phelps Taft presentaron a la ciudad un monumento a Abraham Lincoln de George Gray Barnard en la plaza homónima de Lincoln y marca el papel que jugó Lancashire en la Guerra de Secesión de Estados Unidos y su consecuencia en la hambruna del algodón de 1861-1865. En la entrada de Watts Warehouse hay una estatua de bronce, "The Sentry", de Charles Sargeant Jagger, un monumento al personal de S & J Watts & Co que murió en la Primera Guerra Mundial. El principal monumento a los caídos en la guerra de la ciudad es el Cenotafio en la plaza de San Pedro, diseñado por Edwin Lutyens después del original en Londres.
El B of the Bang de Thomas Heatherwick era una escultura de metal alto encargada para los Juegos de la Commonwealth de 2002. Tenía 56 m y fue erigida cerca del estadio Ciudad de Mánchester en Eastlands, pero sufrió problemas estructurales y fue desmantelada en 2009.

### Calles y plazas

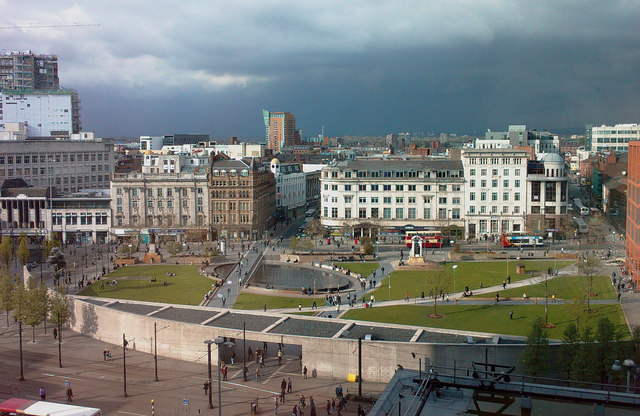
Piccadilly Gardens, rediseñado por Tadao Ando a principios de los años 2000

Mánchester tiene varias plazas, plazas y calles comerciales, muchas de las cuales son peatonales y otras calles tienen prioridad de Metrolink o autobús.
Una de las vías más antiguas es Market Street, originalmente Market Stede Lane. Gran parte del patrón de calles medievales alrededor del mercado original se eliminó en los años 1970. Se perdieron calles antiguas como Smithy Door. Un antiguo sobreviviente es Long Millgate, un camino sinuoso que conduce al norte desde el antiguo mercado a través de Fennel Street hasta Todd Street (anteriormente Toad Lane - se cree que es una corrupción de T'owd Lane, o The Old Lane), una vía atractiva y pacífica rodeada de jardines.
Whitworth Street es una calle ancha del siglo XIX desde Deansgate a London Road, que corre paralela al canal Rochdale en gran parte de su longitud, cruzando Princess Street, Chepstow Street y Albion Street. Está bordeado por impresionantes antiguos almacenes ahora convertidos a uso residencial. Mosley Street corre aproximadamente paralela a Portland Street, Whitworth Street y Deansgate, desde Piccadilly Gardens hasta St Peter's Square. Está cerrado al tráfico ya que los tranvías de Metrolink circulan a lo largo de su recorrido. Otra adición victoriana al patrón de calles fue Corporation Street, que atravesaba barrios marginales al norte de Market Street y proporcionaba una ruta directa desde Cross Street y Albert Square hasta las rutas al norte. Al sureste del centro, Wilmslow Road va desde Oxford Road, el centro de la vida estudiantil y hogar de la milla del curry de Mánchester.
Otros lugares notables en Mánchester incluyen: Great Northern Square, Lincoln Square, Spring Gardens, Cathedral Gardens, Whitworth Gardens, New Cathedral Street, Gay Village y Chinatown.

## Arquitectos
La Escuela de Arquitectura de Mánchester es administrada conjuntamente por la Universidad de Mánchester y la Universidad Metropolitana de Mánchester. Los arquitectos contemporáneos nacidos o educados en Mánchester incluyen a Roger Stephenson, Stephen Hodder, Norman Foster.
Mánchester históricamente ha tenido una gran presencia en la práctica de la arquitectura en comparación con otras ciudades británicas, sin embargo, esta presencia floreció durante la remodelación desde el bombardeo de 1996. Las prácticas de arquitectura con oficinas centrales incluyen BDP, SimpsonHaugh and Partners, Urban Splash, Stephen Hodder Architects, Stephenson Architects, Leach Rhodes Walker y 5plus Architects. Las prácticas con oficinas regionales incluyen Arup, Aedas, AHR, Aecom, Broadway Malyan, Capita Symonds y Chapman Taylor.
Más recientemente, prácticas como Denton Corker Marshall, Mecanoo, Hawkins/Brown y Feilden Clegg Bradley han abierto oficinas en Mánchester desde la recuperación de la Gran Recesión.